# Akrotiri (Santorin)
Pour les articles homonymes, voir Akrotiri.

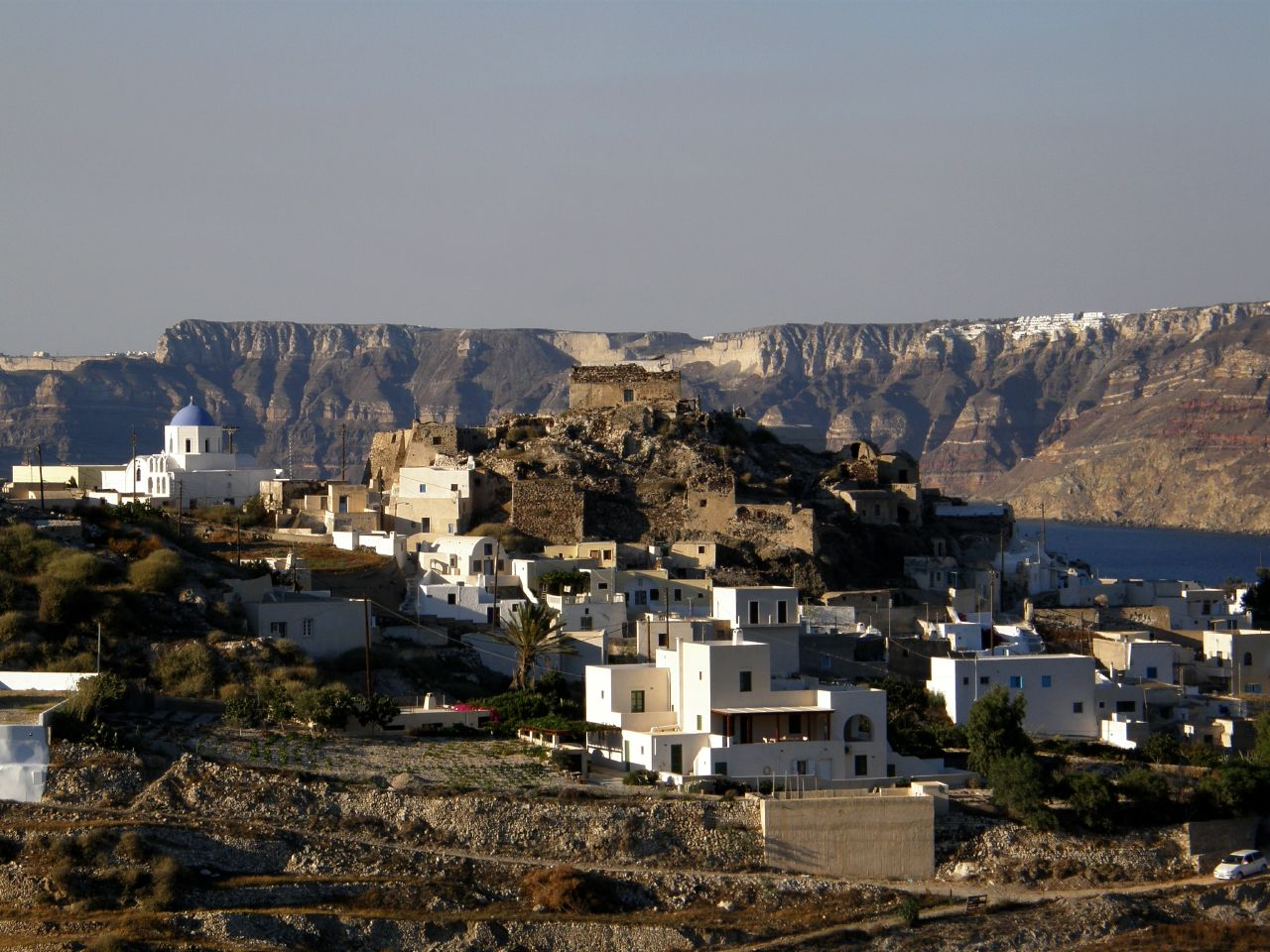
Village et ruines du Goulas.

Akrotiri (grec moderne : Ακρωτήρι) est un emplacement de fouilles archéologiques au sud de l'île grecque de Santorin (Θήρα / Thíra). En 1967, l'archéologue Spyridon Marinatos a découvert une ville appartenant à la civilisation des Cyclades, avec une forte influence minoenne. En plein épanouissement, la ville a été enfouie par une éruption volcanique (éruption minoenne, de type plinien) analogue à celle qui enfouit les villes d'Herculanum et de Pompéi. C'est ainsi qu'elle a été conservée pendant plus de 3 500 ans. L'excellent état de conservation des bâtiments et de leurs magnifiques fresques permet d'avoir un aperçu de l'histoire sociale, économique et culturelle de l'âge du bronze dans la mer Égée.
Le site des fouilles est nommé d'après le nom moderne du village d'Akrotiri, situé plus au nord sur une colline. Cette colline, composée des plus anciennes roches volcaniques de l’île, a une longue histoire.
Durant la domination latine, Akrotiri constituait un des châteaux de Santorin, sous le nom de La Ponta. Akrotiri fut donné en fief en 1336 à la famille bolonaise des Gozzadini par le duc Niccolò Sanudo. Cette origine non vénitienne leur permit de conserver leurs propriétés après la conquête turque, jusqu'en 1617. Au centre du village se trouve la forteresse du Goulas (du turc kule, tour) qui a été détruite en grande partie par le séisme de 1956.

## Histoire des fouilles
En 1867, une entreprise de bâtiment française exploitait la pierre ponce et la pouzzolane sur Santorin, pour la construction du canal de Suez. Ferdinand André Fouqué, le géologue de l'entreprise, trouva et enregistra des restes de murs et des tessons préhistoriques dans une vallée au-dessous d'Akrotiri, ainsi que sur la petite île voisine de Thirassía. Il émit pour la première fois la thèse d'une civilisation enfouie sous les projections volcaniques. Trois ans plus tard, les archéologues français Albert Dumont et Claude-Henri Gorceix, puis en 1899, l'allemand Robert Zahn (en), firent des fouilles non systématiques sur le même terrain. Une estimation temporelle n'était pas encore possible alors, faute d'information sur la civilisation des Cyclades, et ces fouilles, à partir de 1900 passèrent complètement à l’arrière-plan, face aux découvertes spectaculaires faites sur l'île de Crète, située à 110 km au sud.

### Spyridon Marinatos

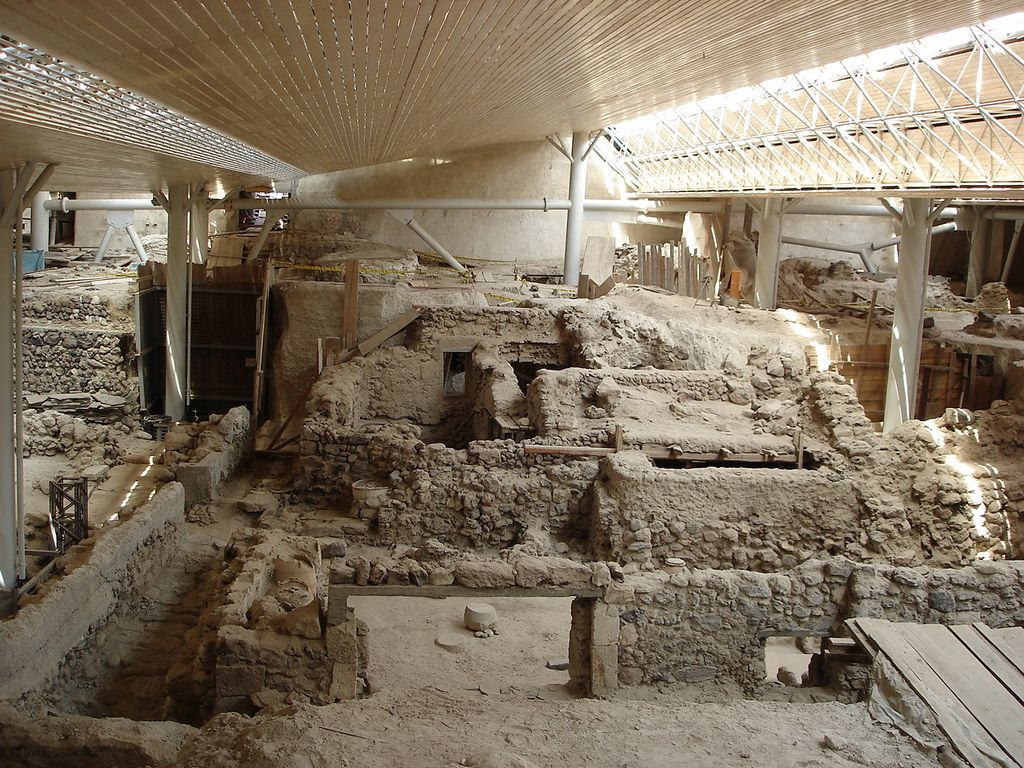
La première partie de la ville trouvée : au premier plan le moulin nord.

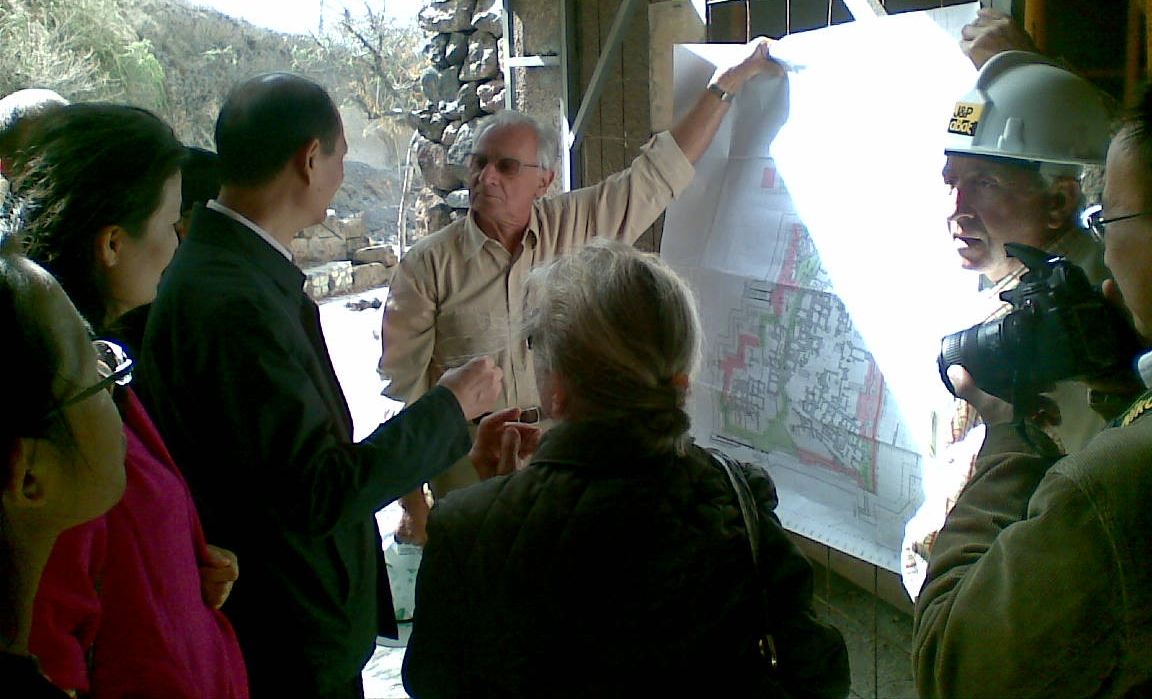
Christos Doumas guide des visiteurs parmi les fouilles, octobre 2010.

L'archéologue grec Spyridon Marinatos a analysé en 1939 les couches de roche des fouilles d'une villa à Amnissos, près de Cnossos en Crète. Il est le premier à énoncer la thèse que les pierres ponces pourraient provenir d'une éruption du volcan de Santorin, et que la civilisation minoenne en Crète a pu s'effondrer en raison des suites de l'éruption, dont un tsunami provoqué par l'effondrement de la caldeira. En outre, Marinatos pensait que le souvenir mythifié de cette catastrophe a pu être l'une des origines de la légende de l’Atlantide,.

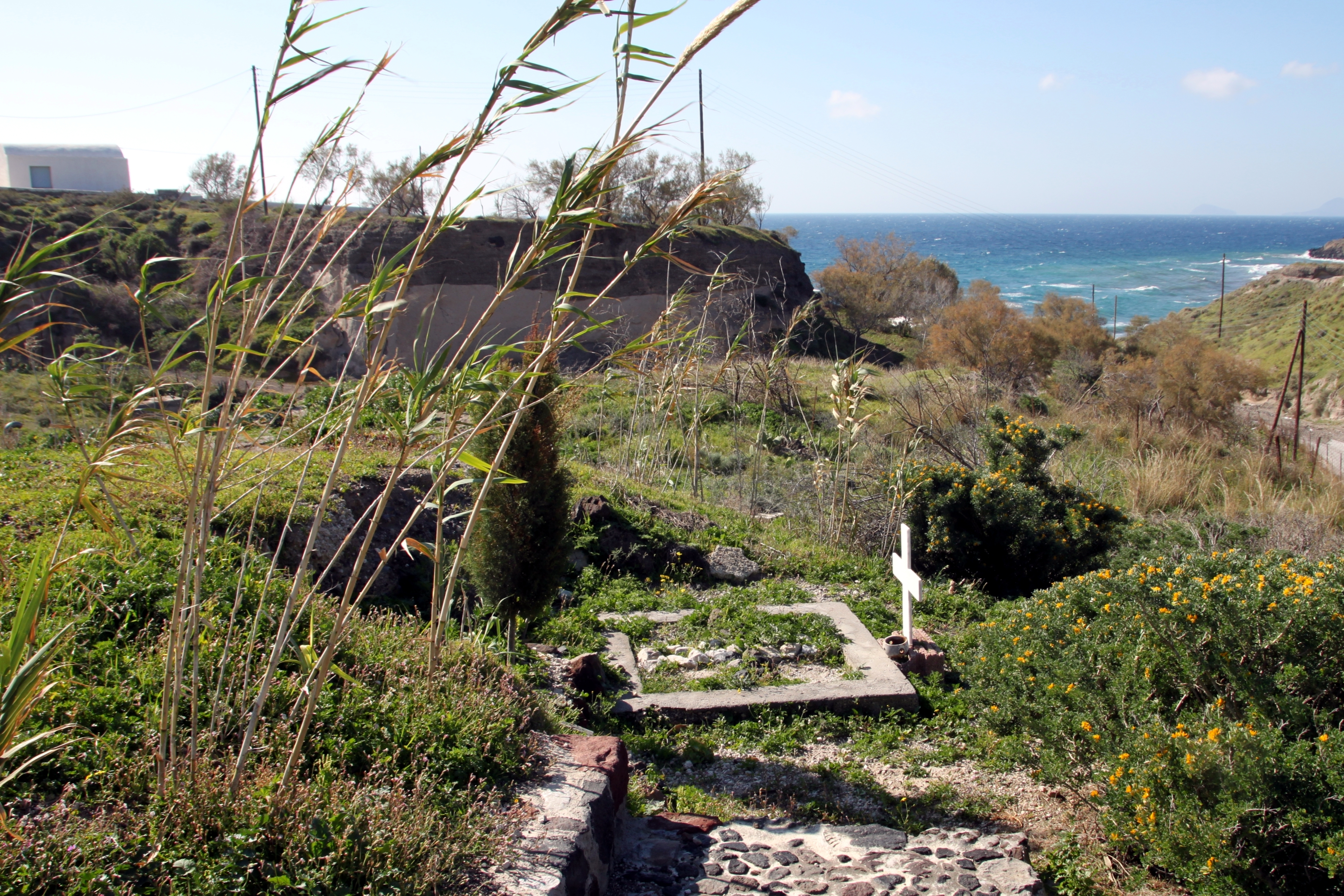
La tombe de Marinatos à Akrotiri.

Près de 30 ans plus tard, bien après l'occupation de la Grèce pendant la Seconde Guerre mondiale et la guerre civile grecque qui ont interrompu sa carrière, Marinatos, qui était entretemps devenu professeur d'archéologie à l'université d'Athènes, a eu la possibilité de rechercher des preuves de ses thèses au moyen de fouilles systématiques. Le 25 mai 1967, le premier coup de pioche fut donné sur le site actuel des fouilles. Il avait choisi l'endroit, selon les indications trouvées dans les auteurs antiques Strabon et Pindare, d'une agglomération sur une côte plate, parce que la couche de pierre ponce était là, en raison de l'érosion, particulièrement mince, 15 m maximum, et que la côte sud de Santorin était la plus proche des centres culturels supposés de Crète.
Dès la première campagne de fouilles, les résultats furent spectaculaires. Marinatos et son équipe trouvèrent une ville de l'âge du bronze, qui se rapprochait de la civilisation minoenne d'après les exemples crétois connus, mais qui montrait ses caractéristiques propres. Une projection de cendres avait anéanti la ville d'un seul coup, en la conservant sous des couches de pierre ponce et de cendres. Les habitants avaient alors déjà déserté l'agglomération car, contrairement aux sites d'Herculanum et de Pompéi en Italie, le site de Santorin ne comporte pas de traces de victimes.
Le 1er octobre 1974, Marinatos se tua par accident sur le terrain de fouilles : âgé de 73 ans, il tomba avec un mur qui s'effondra et fut enterré sur place : une stèle rappelle son souvenir. Les fouilles d'Akrotiri reprirent rapidement, et elles sont jusqu'à maintenant dirigées par son assistant d'alors, Christos Doumas, également professeur d'archéologie à l'université d'Athènes. Les résultants des fouilles d'Akrotiri n'ont cessé de s'accumuler, mais sa thèse sur l'anéantissement subit de la civilisation minoenne directement par l'éruption du Santorin a été largement nuancée et remaniée depuis lors, sur la base de fouilles ultérieures en Crète, notamment à Cnossos, à Phalassarna et à Mélidoni. On pense de nos jours que la civilisation minoenne a été seulement ébranlée, peut-être par les suites indirectes de l'éruption, mais surtout par l'insécurité du commerce maritime due aux campagnes des peuples de la mer, et qu'elle ne s'est que progressivement effacée, surtout parce que les Mycéniens en ont profité pour prendre l'ascendant dans le monde Égéeen. Quant aux sources de la légende de l'Atlantide, les hypothèses de Spyridon Marinatos et du sismologue Angelos Galanopoulos ont été accueillies par les autres scientifiques avec un scepticisme proportionnel à leur succès médiatique, qui les a en même temps simplifiées, voire caricaturées : on estime à présent qu'il est fort improbable que la mémoire collective conserve un souvenir, même mythifié, sans qu'aucun texte antique ne nous soit parvenu à ce sujet, et ce durant neuf siècles (durée que Platon multiplie par dix en évoquant une Atlantide ayant existé « neuf mille ans avant le règne de Solon »), ; par ailleurs Platon n'évoque pas d'éruption volcanique et la topographie de son « Atlantide » ne correspond pas à la géographie de l'ancienne Santorin ; même l'ampleur, voire l'existence du méga-tsunami destructeur sont discutées.

### État actuel des fouilles
Au bout de quarante ans de fouilles continues, on n'a dégagé qu'à peine deux hectares de la ville, qui occupait une surface bien plus grande. Il s'agit largement d'un instantané de la localité au moment de sa destruction, au milieu du IIe millénaire av. J.-C., la datation précise étant encore en discussion. Les couches stratigraphiques plus anciennes n'ont été explorées que ponctuellement, dans des tranchées faites pour extraire les poteaux de soutènement des toits. On y a trouvé des tessons de poterie et d'autres artéfacts depuis le Néolithique en passant par les diverses périodes de la civilisation des Cyclades.
Un itinéraire de promenade dans les parties sécurisées de la ville a longtemps permis une visite pendant que les travaux de fouilles se poursuivaient sur les autres secteurs voisins. Très tôt après la découverte, le terrain a été recouvert d'un toit en tôle ondulée sur des poteaux en acier, afin de protéger des intempéries et du soleil les bâtiments et autres éléments mis au jour. Dans les années 2002 à 2005, ce toit, souvent agrandi, a été remplacé par une nouvelle structure, à la demande de l'Union européenne. En 2005, il y eut un accident : une partie de ce nouveau toit s'est effondrée juste avant l'inauguration. Un touriste a été tué et six personnes blessées. Comme il restait des doutes sur la solidité du toit, les fouilles ont été arrêtées, et les visites interdites au public. Pendant l'interruption des fouilles, les archéologues se sont concentrés sur l'analyse des objets déjà extraits, en particulier ceux des couches les plus profondes. Grâce à ce travail, ils ont fait de nouvelles découvertes sur la préhistoire de la ville. Depuis 2009, un nouveau toit a été construit, l'aire des fouilles a rouvert en 2011 pour les archéologues et en 2012 pour le public.

## Akrotiri à l'âge du bronze
La partie dégagée de la ville s'étend sur une pente, à environ 200 m de la côte actuelle. Les premières indications d'habitations remontent jusqu'au Néolithique, au Ve millénaire av. J.-C. Les fouilles conduisent à des débuts d'habitation sous forme d'un village côtier sur une petite presqu'île plate, proche d'un ruisseau qui, à l'époque, n'était pas encore à sec car l'ancienne île de Santorin avant l'effondrement de la caldeira était plus haute que l'actuelle et captait davantage de nuages, donc de précipitations. Les plus anciennes poteries sont très apparentées avec des types des îles de Naxos ou de l’agglomération de Saliagos près d'Antiparos. Des similitudes dans le décor existent aussi avec des exemplaires du Dodécanèse, et en particulier de Rhodes. Dans les environs, on a aussi trouvé des tessons de poterie des périodes cycladiques Ancien I (CA I) et Ancien II (CA II) (voir la chronologie dans Civilisation des Cyclades).
On suppose un agrandissement de l'agglomération vers 3000 av. J.-C., au Cycladique ancien I : à cette époque, la population du village s'accrut considérablement, comme en témoigne la disposition d'une nécropole sur la pente au-dessus de la presqu'île. Elle comportait des chambres creusées dans la roche volcanique assez tendre, ce qui est inhabituel pour la période de l'âge du bronze cycladique dont les tombeaux typiques étaient les cistes. Le manque de roches appropriées pour être taillées en plaques fit que les cistes furent remplacés par les chambres. Vers la fin de la période, la nécropole fut abandonnée, les styles de céramiques les plus récents dans les tombeaux appartiennent à la Culture Kastri, qui forme la fin de la Culture Kéros-Syros (Cycladique ancien II).
On trouve des traces de métallurgie à partir d'environ 2500 av. J.-C., au Cycladique ancien II. Les comparaisons de style font supposer que les échanges de nouveaux matériaux et de nouvelles techniques céramiques se sont produits du nord-est de l'Égée vers l'île. C'est là, en particulier à Poliochne, sur Lemnos et au voisinage, que l'habitat a été abandonné à la fin du IIIe millénaire av. J.-C. pour des raisons encore inconnues. À la même époque, la métallurgie se développa à Akrotiri, et on peut supposer que ce sont des immigrés fuyant cette région qui y ont apporté de nouveaux savoir-faire. La ville atteint son épanouissement au cycladique moyen, après 2000 av. J.-C. À cette époque, les chambres du cimetière de l'âge du Bronze ancien ont été comblées par des pierres et des éboulis de murs effondrés, pour former un sous-sol plus stable en vue de l’expansion de l'agglomération vers le haut de la pente. On pense que le facteur déclenchant a été la découverte d'importants gisements de cuivre à Chypre, et la position idéale de Santorin sur la route commerciale entre Chypre et la Crète. L'agglomération prit alors un caractère urbain, avec des maisons à plusieurs étages, et une première infrastructure publique avec un réseau d'égouts. De nouveaux styles de céramique apparaissent, elles sont bicolores, et montrent une peinture détaillée avec des motifs géométriques, et aussi des dessins de plantes et d'animaux. Les fouilles sur la période cycladique moyenne ont été conduites d'une part sur les fondations trouvées dans les tranchées, et d'autre part sur les gravats et tessons de cette période qui ont été réutilisés comme matériaux de construction pour l'agglomération du cycladique tardif, et pris dans le terrassement des rues et la maçonnerie des murs. À part les tranchées, la fouille présente l'état de la ville d'Akrotiri à l'époque cycladique tardive I, avec une datation encore discutée.

### La ville

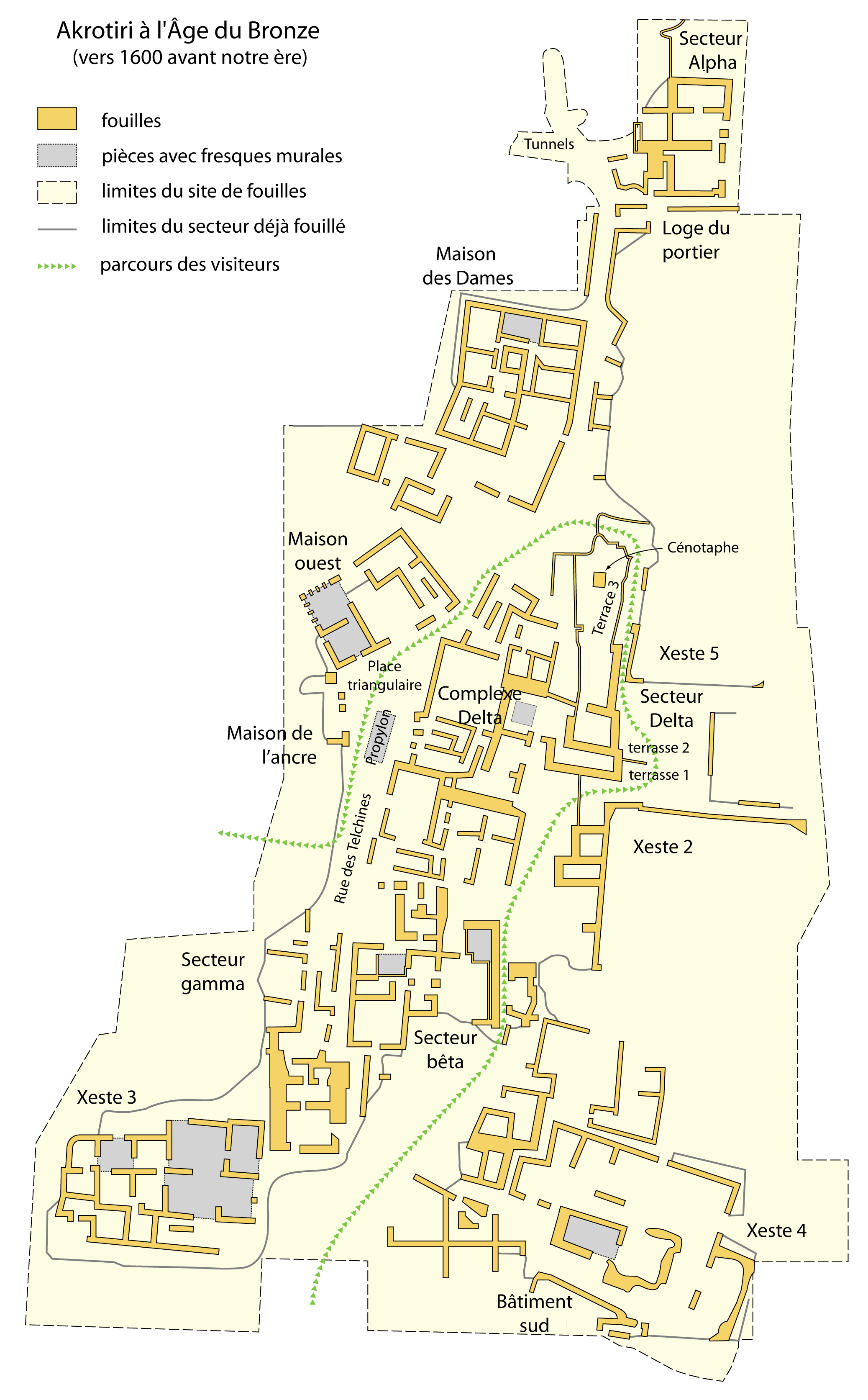
Plan des fouilles

Les parties fouillées jusqu'à présent ne permettent pas de juger de l'étendue de la ville et de sa population. Il est sûr qu'il s'agit de plus qu'un village. Dans la mesure où les scientifiques impliqués dans le projet se risquent à publier des chiffres, le nombre d'habitants pourrait aller de 1500-2000 à 9000. Plusieurs décennies – selon les estimations actuelles, environ 50 ans – avant la destruction finale, un tremblement de terre important avait fait d'importants dégâts dans la ville. Les habitants la reconstruisaient, en réutilisant la plupart du temps les fondations des anciennes maisons. Une partie des gravats des murs effondrés n'étaient pas éliminés de la ville, mais utilisés sur place pour rehausser le niveau de la rue. Les bâtiments qui étaient restés sur pied ont été dotés d'une nouvelle entrée et d'une nouvelle cage d'escalier, le rez-de-chaussée primitif devenant une cave.
Avant le séisme, les rues étaient pavées de grandes plaques de pierre, sous lesquelles s'écoulaient les égouts à pente constante dans toute la ville. Là où les rues ont été rehaussées après le tremblement de terre, les plaques et l’égout ont été recouverts, et une nouvelle surface a été reconstruite avec des pavés. Les différences de niveau du sol ont été franchies par les rampes ou des escaliers, et des murs d'étai consolidaient les maisons, les places et les rues de niveau différent.
La seule rue dégagée sur une certaine longueur actuellement monte du sud vers le nord sur la pente du terrain. Les fouilleurs de l’entourage de Marinatos l'ont nommée « rue des Telchines », en raison de l'atelier de métallurgie présent dans une de ses maisons, d'après les Telchines de la mythologie grecque, qui travaillaient le métal. L'axe de cette rue se décale souvent au coin des maisons. De largeur minimale entre 2  et   2,2 m, elle s'élargit aussi en places de taille variable. Les ateliers dans les maisons qui les bordent font supposer que les artisans travaillaient en plein air sur ces places par beau temps. Ces places formaient les seuls espaces libres de la ville, il n'y avait ni cours particulières ni jardins.

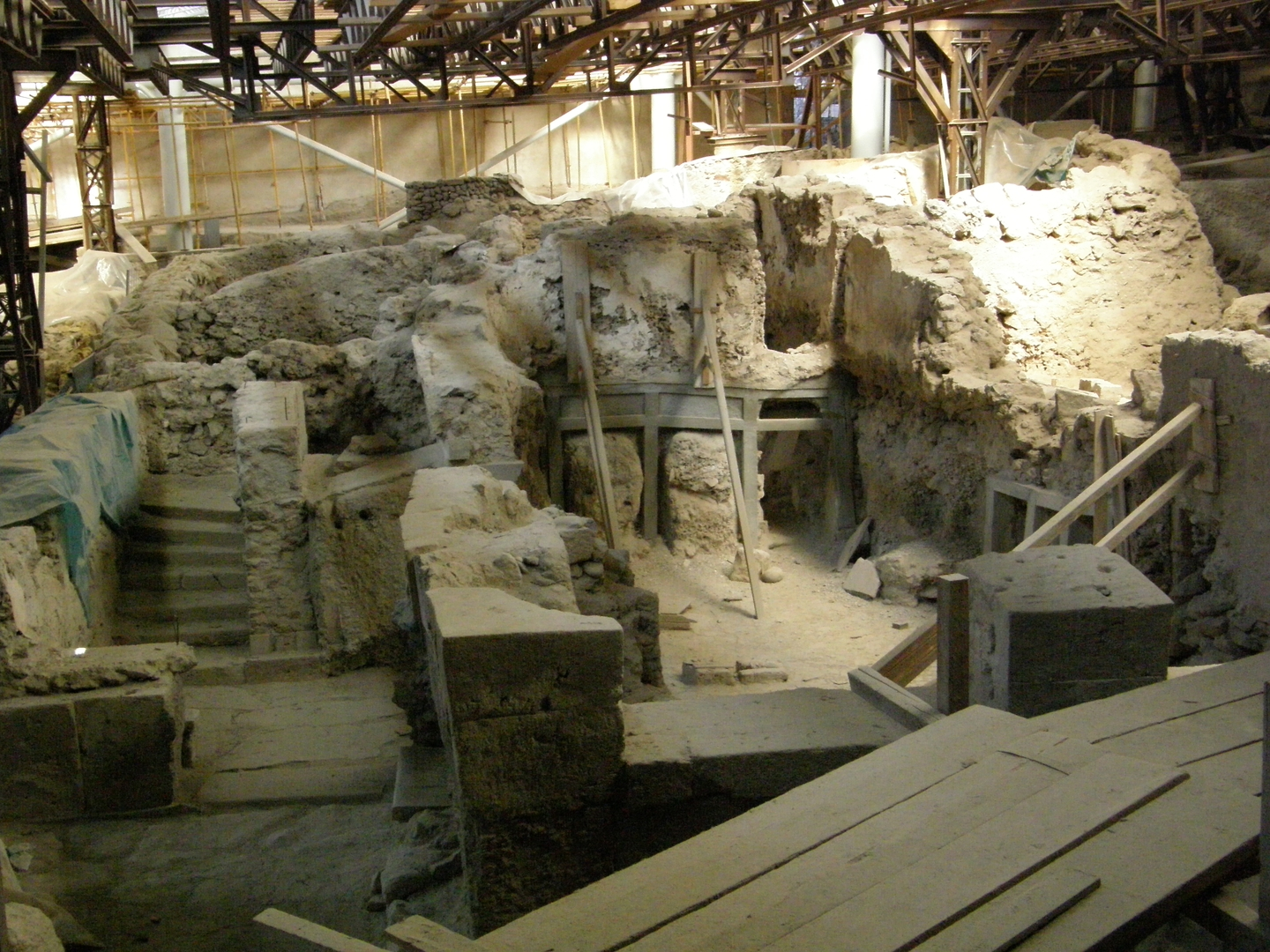
La Xeste 3 : murs en pierre taillée devant une cage d'escalier et une construction à cadre de bois de type minoen.

Les maisons avaient deux ou trois étages, construits en tuf non taillé lié avec de l’argile, ainsi qu'en torchis d'argile et de paille. Des poutres en bois supportaient les plafonds et les linteaux des portes et fenêtres. On n'en a retrouvé que les traces, et c'est pourquoi on a assuré la sécurité des bâtiments au début par des poutrelles d'acier, puis de béton. Les pierres taillées étaient utilisées comme pierres d'angle, pour la construction des façades de beaucoup de bâtiments, et des escaliers ou d'autres éléments. Quelques murs étaient renforcés par des cadres en bois, probablement pour se garantir des tremblements de terre. Les maisons aux façades en pierre taillée ont été nommées Xestes par Marinatos (du grec ancien Ξεστή, polie, de ξέω, xeo, polir)
Les maisons trouvées jusqu'à présent se rangent fondamentalement en deux catégories, selon leurs fonctions supposées :
- La majorité des maisons avaient au rez-de-chaussée des ateliers, boutiques, ou lieux de stockage, dans un ou deux étages il y avait une pièce ornée avec art, que l'on peut interpréter comme semi-privée, ainsi que d'autres pièces privées en partie ornées. Ce genre de maison pouvait être construite isolée, ou accolée à des maisons voisines. Dans la mesure où les bâtiments étaient accolés, il ne partageaient pas de murs mitoyens, mais on avait bâti deux murs.
- Les bâtiments atypiques, parfois nommés « maisons de maître » avaient au rez-de-chaussée, outre les salles d'intérêt économique, une zone somptueusement ornée, que l'on interprète comme lieu de cérémonies publiques. Toutes les maisons de ce type trouvées jusqu'à présent sont isolées. La Xeste 3 passe pour lieu de rites initiatiques et de passage, tandis que pour la Xeste 4, on suppose une fonction administrative[15].

Toutes les maisons dégagées jusqu’à présent avaient leur entrée près d'un coin de la maison ; à côté de la porte d'entrée il y avait toujours une petite fenêtre, qui permettait d'identifier les visiteurs, et qui éclairait l'entrée. Derrière la porte, se trouvait la cage d'escalier principale. Les grandes pièces avaient un pilier central en bois qui reposait sur une fondation en pierre.
Les sols des pièces simples consistaient en argile tassée. Dans les pièces de cérémonie, le sol était recouvert d'ardoises, ou formé de simples mosaïques de pierres et de coquillages. Tous les murs étaient enduits : les ateliers et stockages avec de l’argile, les pièces d'habitation avec de la chaux, parfois teintée de terres colorées, du rose au beige. Il ne reste que des traces des toits ; il s'agissait probablement de terrasses de branchages ou de roseaux, couvertes de terre tassée et de cailloux mélangés, pour obtenir une isolation thermique contre le soleil en été et contre le froid en hiver. Les toits servaient de pièce auxiliaire, comme à présent encore dans diverses régions méditerranéennes. Ils étaient probablement garnis de garde-corps à hauteur de hanche, traversés par une ou plusieurs gargouilles en pierre sculptée.
Ces bâtiments indiquent un haut degré de civilisation. Les maisons disposaient de salles de bains à l'étage, reliées à l'égout par des descentes en terre cuite : les tuyaux commençaient à l'étage à un mur extérieur, étaient conduits au rez-de-chaussée à travers le mur et aboutissaient devant la maison, sous la rue, à un des fossés reliés à l'égout.
Il n'y avait pas d'écuries en ville, et même pas d'animaux familiers dans les maisons fouillées jusqu'à maintenant. Les ateliers, boutiques et lieux de stockage se trouvent pour la plupart en sous-sol, consistant en une série de pièces. Au voisinage de l'escalier, presque toutes les maisons typiques avaient une série de pièces de travail, dans lesquelles les vivres étaient préparés. On y trouvait des meules, des réservoirs d'eau, et ce que l'on appelle pithoi, grands réservoirs à provisions, en terre cuite, insérés dans le sol ou dans les banquettes. On ne trouve que rarement des foyers ou autres endroits pour faire du feu, ce qui a conduit à des spéculations sur une restauration collective dans des bâtiments publics.
Certaines de ces pièces présentaient de larges fenêtres sur la rue, interprétées comme boutiques, où la vente se faisait à travers la fenêtre. Les différences de niveau au sein du bâtiment étaient compensées par des marches dans le sous-sol, tandis que le sol du premier étage de toutes les maisons fouillées jusqu'à présent était entièrement à niveau.
Dans les étages supérieurs, l'épaisseur des murs diminuait. Les murs consistaient surtout, selon le modèle minoen, en constructions en cadres de bois, dont les cases étaient remplies par du torchis, ou ne servaient qu'à des suites de fenêtres. Dans la mesure où ces cadres de bois étaient utilisés pour les cloisons intérieures, ils étaient à l'occasion utilisés dans leur partie inférieure comme des placards. Ils pouvaient également consister en une série de portes à deux battants allant jusqu'au plafond, appuyées sur des piliers en bois. Cette disposition, appelée polythyron (pl. polythyra, de πολύς, polus, nombreux, et θύρα, thura, porte), servait à réunir deux pièces quand toutes les portes étaient ouvertes, ou bien à ménager un passage, en ouvrant une seule porte. Quand toutes les portes étaient fermées, les pièces étaient séparées. Un autre élément d'architecture minoenne à Akrotiri est le puits de lumière, qui a été trouvé jusqu'à présent dans un seul bâtiment, la « Maison des Dames ».
Il est remarquable que jusqu'à maintenant, aucun palais ou siège de pouvoir, aucune fortification de la ville ou autre installation militaire n'ait été trouvée.

### Les habitants
La ville était marquée par le transport et le commerce maritimes. Les habitants disposaient de biens de Crète, de Grèce continentale et d'Asie Mineure. Ils pratiquaient plusieurs métiers : dans les maisons fouillées jusqu'à présent, il y avait des métalliers, une poterie, un pressoir à vin et deux moulins. Jusqu'à présent, on n'a pas encore trouvé d'indice probant de construction navale. Il est à peu près sûr que la ville avait un port, qui n'a pas encore été fouillé, ses chantiers navals et les métiers associés. La très belle qualité des fresques indique l'existence d'artistes spécialisés. Dans presque toutes les maisons, on trouve un métier à tisser simple, dont la présence est démontrée par un grand nombre de poids. Tandis que les parties en bois du métier ont disparu, les poids sont alignés dans les parties fouillées, comme ils étaient disposés sur le métier. D'innombrables coquilles de murex, et la haute valeur du safran montrent que les tissus de laine et de lin étaient teints sans regarder à la dépense. Dans les environs, il y avait une agriculture diversifiée.
Comme nourriture, il y avait des oignons, des haricots, des lentilles, des pois chiches, des gesses, du blé et de l’orge. Comme fruits, les figues et les raisins étaient appréciés, mais les pistaches étaient aussi connues. La viande était surtout de mouton et de chèvre, mais on élevait aussi des cochons et des bœufs. Le poisson jouait un grand rôle dans la cuisine, ainsi que les coquillages et les bigorneaux. L'huile provenait des olives et du sésame. L'apiculture se pratiquait dans des ruches en terre cuite. Le vin était pressuré sur l'île comme aujourd'hui.
On n’en sait pas plus sur la manière dont les habitants de la ville se fournissaient en eau. Il n'y avait pas de citernes, l'eau de pluie était déversée dans les rues et dans les égouts. Une fresque montre un bâtiment bas, avec deux cruches, et des femmes qui portent des cruches identiques sur leur tête. À part cela, on a trouvé un court segment de tuyau de terre cuite, dont la solidité et le diamètre font penser au captage d'une source. Ceci laisse supposer l'existence d'une ou plusieurs sources intégrées dans l'architecture au sein de la ville.
Les récipients en poterie ont été trouvés sous de nombreuses formes, et dans des qualités variables. Les formes et le décor des récipients au début de la période cycladique tardive étaient échangés avec ceux des autres Cyclades, en particulier Milo, centre du commerce des poteries avec les styles les plus variés. Des influences sur la céramique d'Akrotiri provenaient aussi de la Crète minoenne, et du continent, à caractère mycénien. Les traditions extérieures ont été traduites dans la fabrication locale, imitées et développées en styles originaux.
Les outils grossiers, tels que les marteaux ou les mortiers, étaient faits en pierre, de même que les récipients à eau et les âtres. Les outils plus fins, hameçons, couteaux, burins, faucilles, et plateaux de balances étaient en bronze. Le plomb était utilisé comme matière pour les poids. Les meubles en bois ont été retrouvés en moulage dans la cendre, et ont pu être reconstruits avec du plâtre. Les cadres de lits ainsi reconstruits peuvent passer pour « les plus vieux lits d'Europe ». Ils consistaient en cadres de bois sur pieds, tendus de cordons et recouverts d'un morceau de cuir ou de fourrure.
La vannerie jouait un rôle important sous la forme de paniers et de nattes. On a retrouvé les empreintes de grands paniers, dans lesquels on apportait les raisins au pressoir, ainsi qu'une série de paniers moyens où l'on a trouvé de la chaux, et dont l'usage exact n’est pas encore connu.

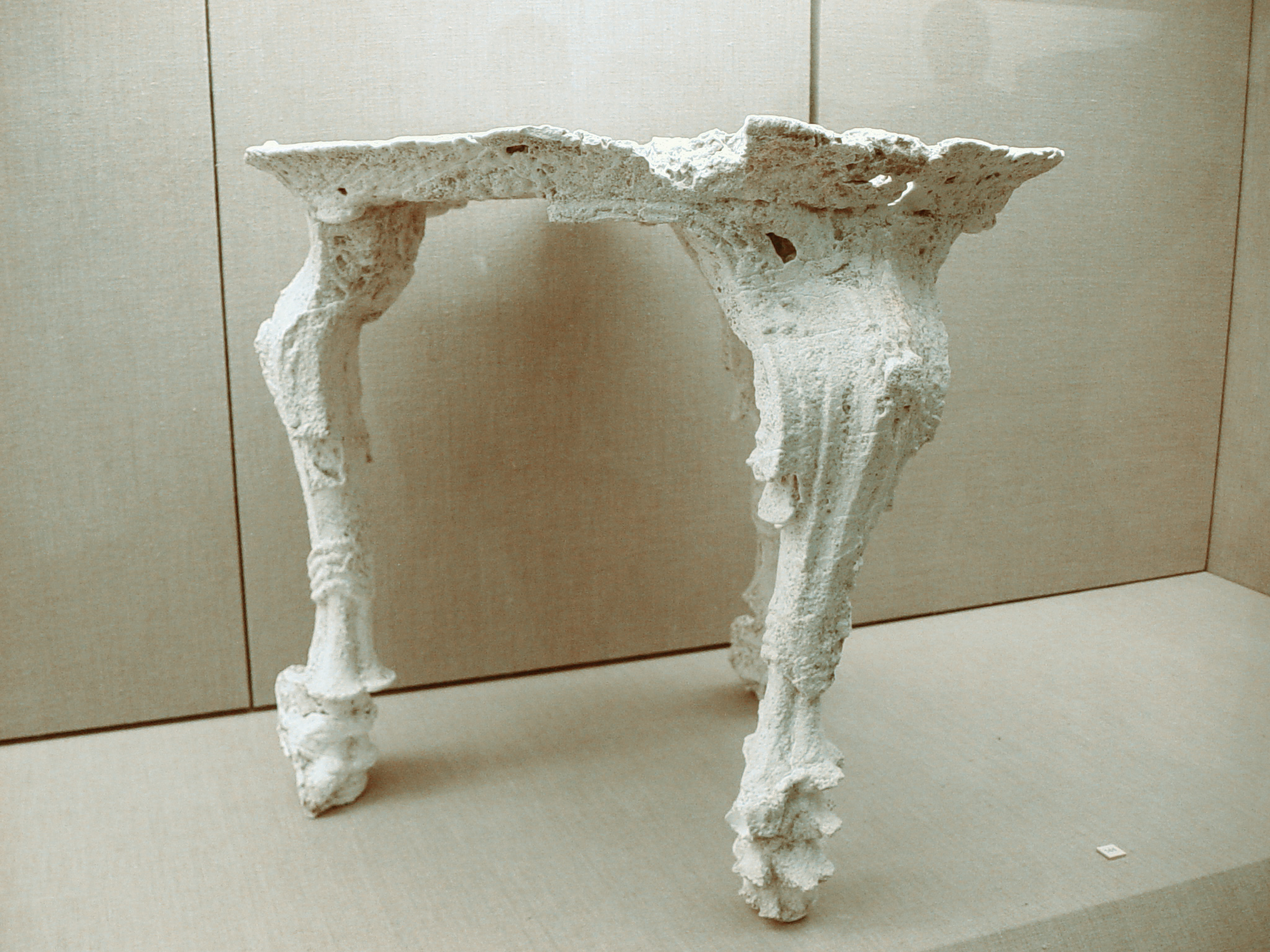
Table en bois sculpté, moulage en plâtre
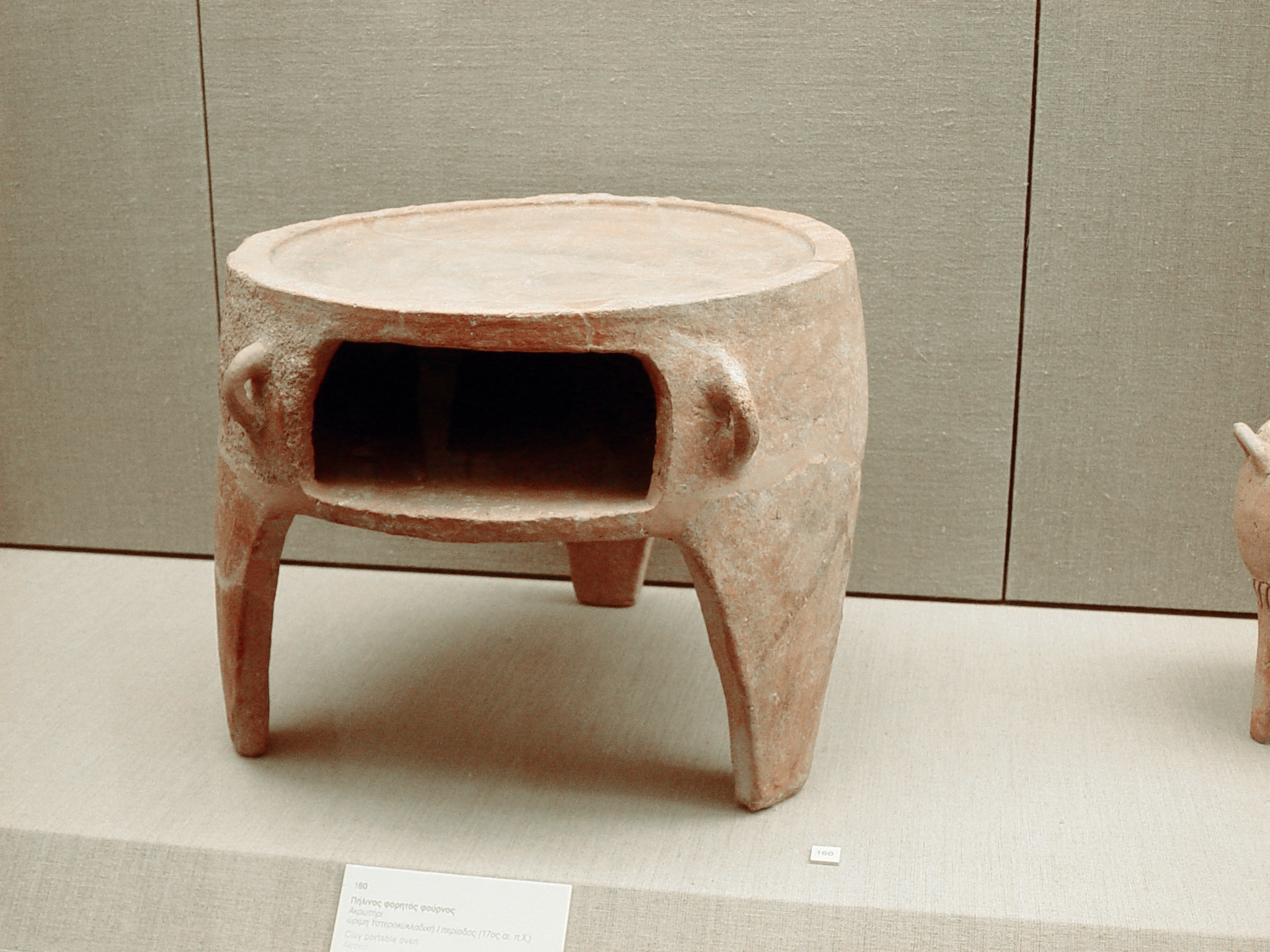
Petit poêle en terre cuite
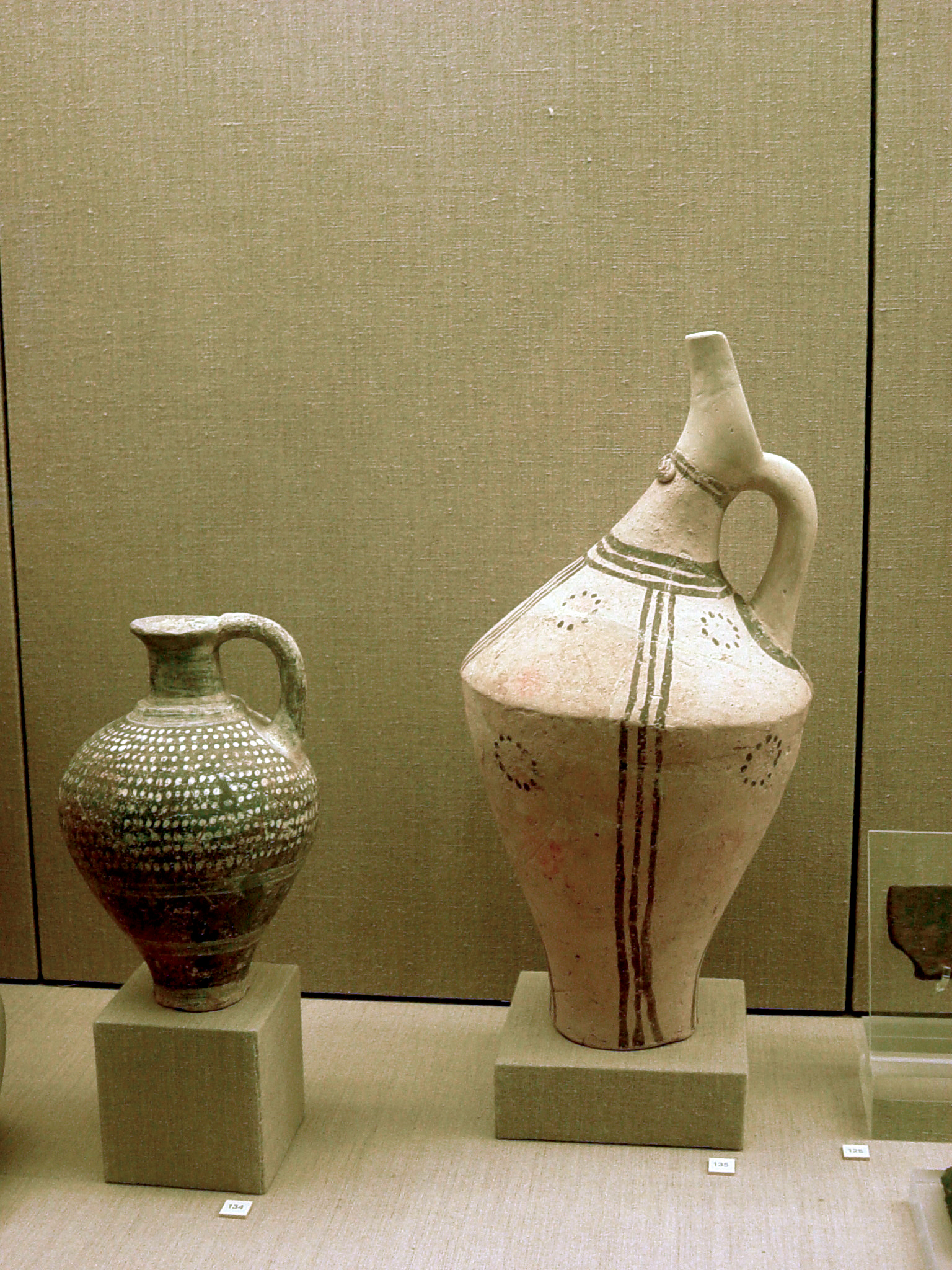
Deux cruches décorées
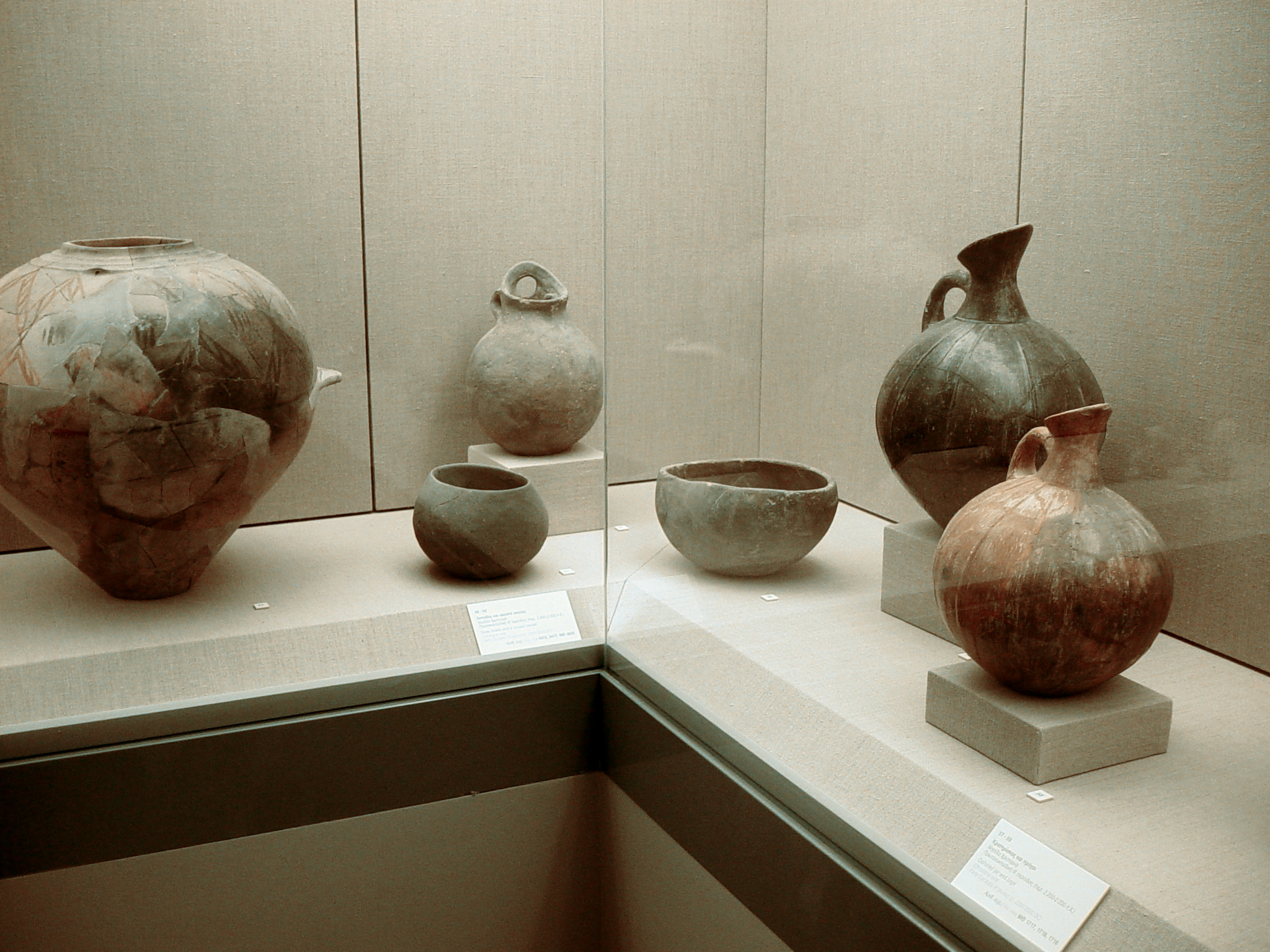
Récipients utilitaires. À gauche, jarre de conservation décorée

### Culture et religion
Dans la partie sud-ouest des fouilles, on a trouvé les objets les plus intéressants jusqu'à maintenant, en rapport avec la religion ou la liturgie. Dans une fosse, il y avait des centaines de paires de cornes, principalement de chèvres, quelques-unes de taureaux, et une seule paire de bois de cerf. Dans une petite boîte en bois soigneusement travaillée au milieu des cornes se trouvait une idole de chèvre en or. La statue fait 11 cm de long, 9 cm de haut et pèse 180 g. La tête et le corps sont moulés à la cire perdue, les pattes ont été ajoutées après coup. Dans la maison la plus proche, la Xeste 3, on a trouvé une dépression, qui a été interprétée au début comme un bassin de lustration pour des rites initiatiques. Cependant, après un examen plus poussé, il a été plutôt mis en rapport avec un adyton. Ce genre d'installation n’a jusqu'à présent été trouvé qu'en Crète. Le bâtiment au bassin est abondamment orné de fresques, parmi lesquelles la fresque de la cueilleuse de safran. Sur le mur est, une châsse a été conservée, décorée de « cornes rituelles », comme Arthur Evans a dénommé ces cornes de taureau stylisées, qui avaient dans la culture minoenne une signification religieuse dont on ignore encore tout.
La fonction des installations sur la plus grande place des fouilles actuelles n'est pas encore éclaircie. Dès 1969/70, Marinatos a découvert les premières chambres dans la roche, sous la place qu'il a nommée ultérieurement Place du cénotaphe, et qui ont été reconnues entretemps comme des tombes d'une agglomération pré-cycladique. Les chambres sous la place sont en partie peu profondes et ouvertes sur le dessus, en partie enfouies de plus d'un mètre, présentant en plafond une voûte taillée dans le roc, accessibles par une allée couverte. À l'apogée de la ville, elles ont été remplies de terre et de gravier, comprenant un nombre indéfini de tessons de terre cuite. Au-dessus des chambres, sur le côté sud de la place, devant le complexe delta et à l'ouest de la Xeste 5, il y avait de nombreuses installations, qui servaient probablement au culte. Marinatos a encore fouillé ce qu'il a appelé le feu des sacrifices : une structure consistant en une dépression, dans laquelle des cendres et des os d'animaux, des cornes de chèvre et quatre images bovines en poterie ont été trouvés. En outre, il y avait divers récipients en terre cuite, et une grande amphore contenant des haricots. À l'ouest de ce feu des sacrifices était adjoint un enclos plat en pierre, dans lequel d'autres trouvailles ont été faites. Parmi elles, un pithos d'environ 1,30 m de haut, taillé dans un morceau de roche volcanique, et un petit poêle ou four portable de la même matière. Plus loin, à l'est de la place, on a trouvé une structure de grandes pierres plates, de beaucoup de morceaux de rocher et autres pierres plus petites, amassées en colline avec un sommet à peu près plat. Elle a d'abord été interprétée comme un cénotaphe, ce qui a donné son nom à la place. Au bord de cette colline de pierres, on a découvert un petit bassin où se trouvaient des petits galets ronds. À l'intérieur de la colline, on a trouvé un trésor d'idoles cycladiques. Par les restes de terre cuite dans les structures, et le remplissage des chambres, on peut dater ce trésor de la phase III du cycladique ancien (environ du XXIIe au XXe siècle av. J.-C.) soit un demi-millénaire avant la destruction de la ville. Le fait qu'on ait gardé ces objets, déjà antiques alors, à un endroit important de la ville peut s'expliquer par un caractère rituel. Doumas propose comme explication que les chambres souterraines, en raison de leur caractère funéraire, pouvaient être envisagées comme des dangers spirituels, qu'il fallait contrer par des objets et des installations rituelles. Les galets, lissés par la mer, étaient propices, parce que l’eau, dans les religions de la nature, est mise en relation avec la purification et le salut des âmes.
La fonction des pièces peintes, dont on trouvait au moins une dans chaque maison, n'est pas connue en détail. On a trouvé remarquablement souvent dans les pièces ornées de fresques des objets en relation avec la préparation des repas. En outre, dans diverses maisons de la ville, et principalement dans les pièces peintes, on a trouvé quelques rhyta, vases en forme d'animal pour boire ou recueillir des dons, ainsi que des autels et des coupes ornées avec art. Il faut leur supposer un usage à but cultuel ou rituel, mais on n'en connaît pas les détails.
Jusqu’à présent, on n'a découvert aucune nécropole en relation avec la ville dans son plein épanouissement. Dans les chambres funéraires de l'ère cycladique antique, on n'a trouvé aucune tombe d'adulte, mais dans l'une des chambres se trouvaient beaucoup de récipients en terre cuite, dans lesquels des cendres et des restes d'os d'enfants enterrés après crémation. Au sud de la capitale actuelle de l'île Théra, on a trouvé en 1897 dans une carrière les restes d'un cimetière d'époque probablement cycladique antique, et les collaborateurs de Friedrich Hiller von Gaertringen ont trouvé quelques années plus tard, environ 3 km au nord d'Akrotiri (près de la Megalochori actuelle), des tombes isolées, qu'ils ont attribuées sans plus de précision à la période avant l'éruption. Leurs connaissances sur la chronologie des cultures cycladiques étaient alors très limitées, et leurs dessins sont tellement imprécis que les détails sur les tombes et leurs emplacements restent inconnus.

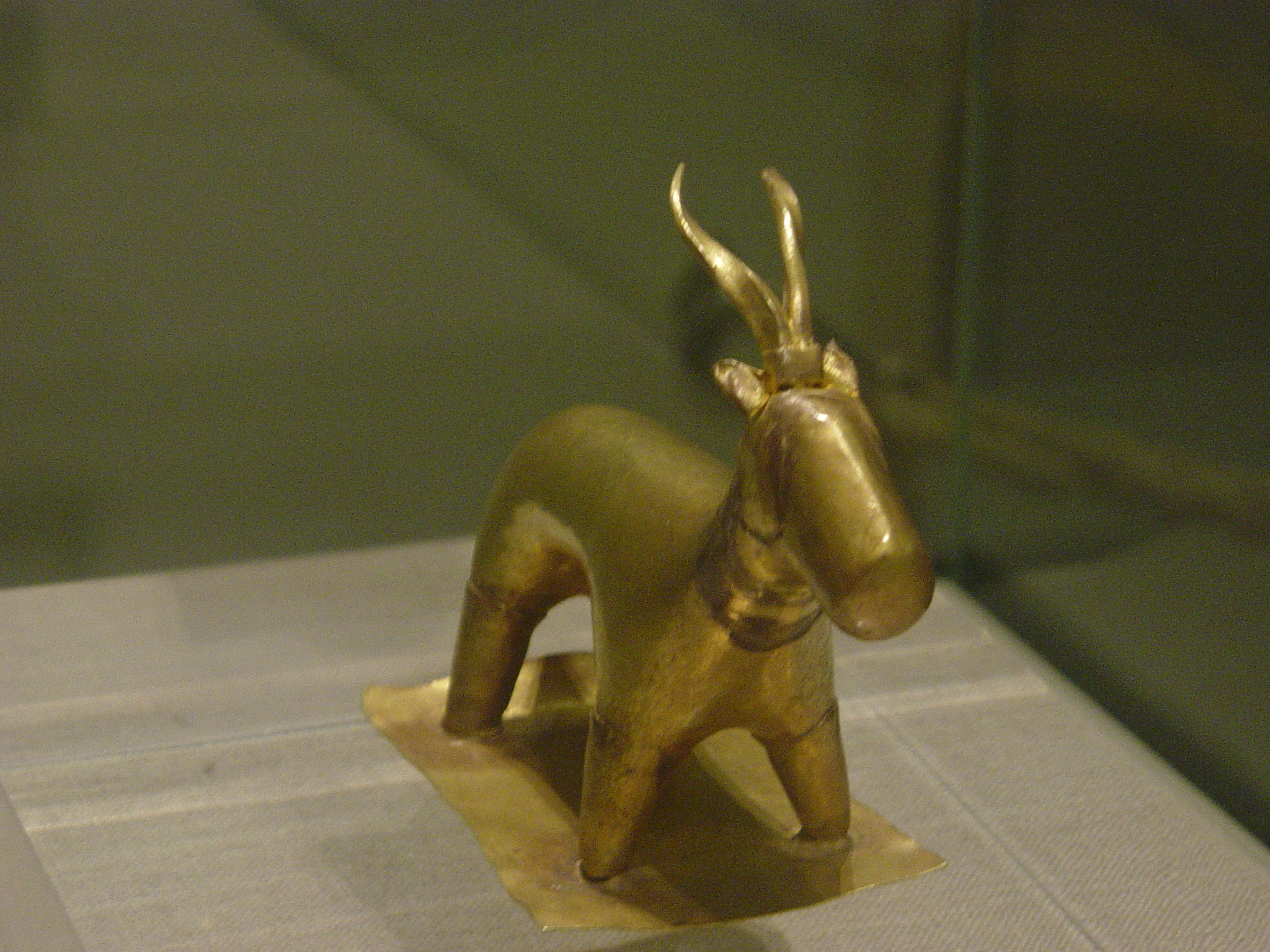
L'idole de chèvre en or
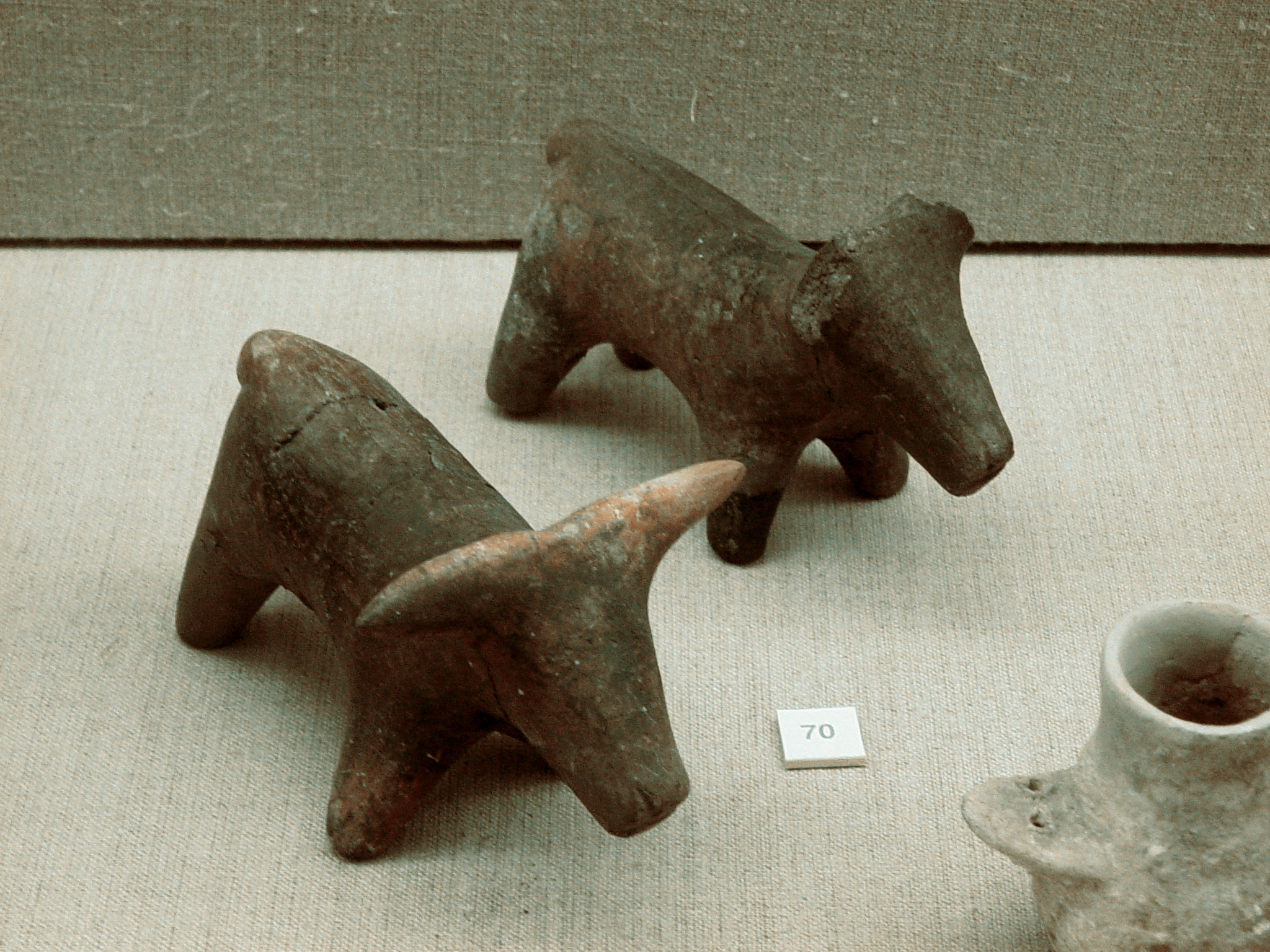
Deux des figures de taureau du feu des sacrifices
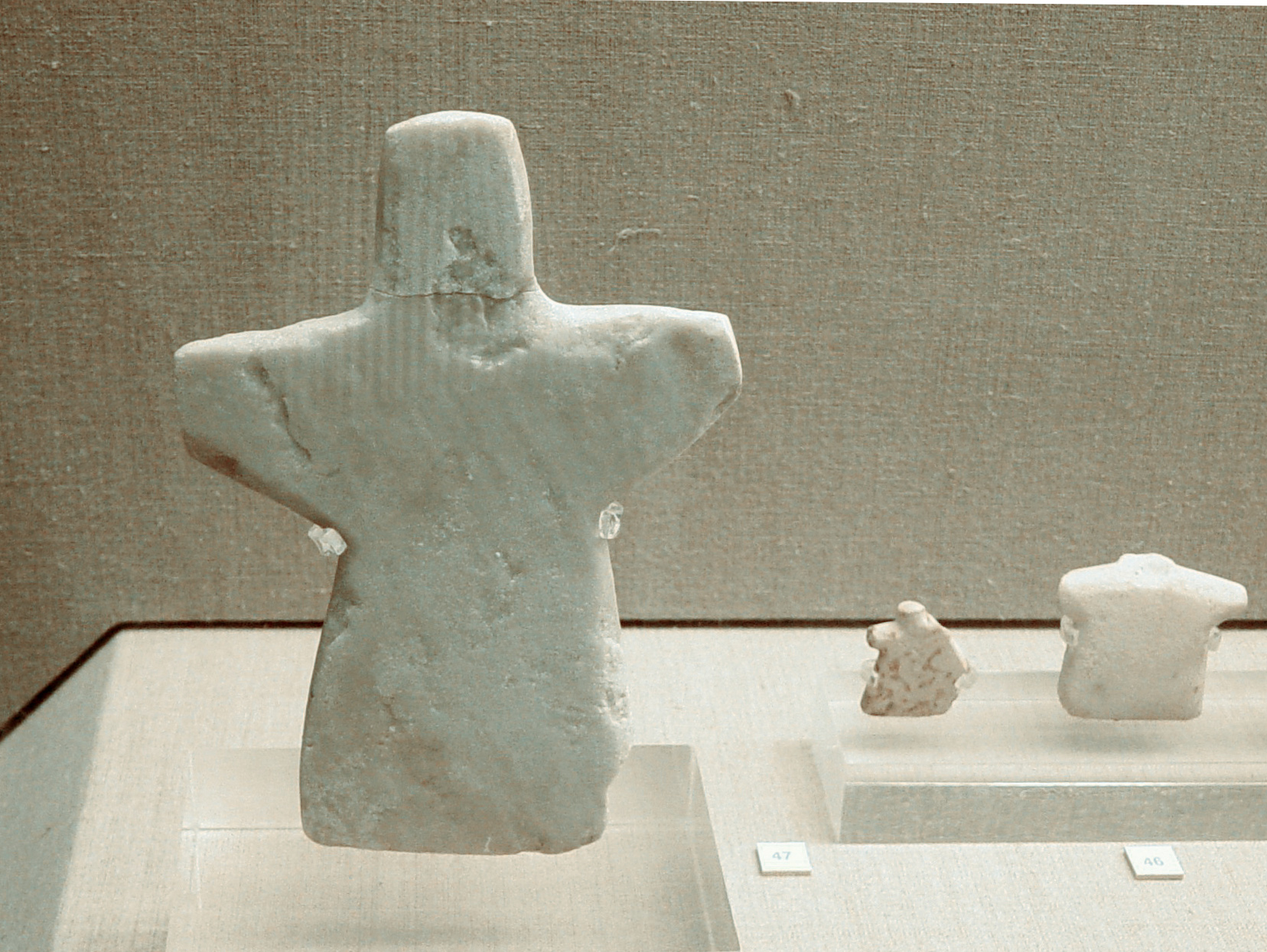
Trois idoles cycladiques abstraites
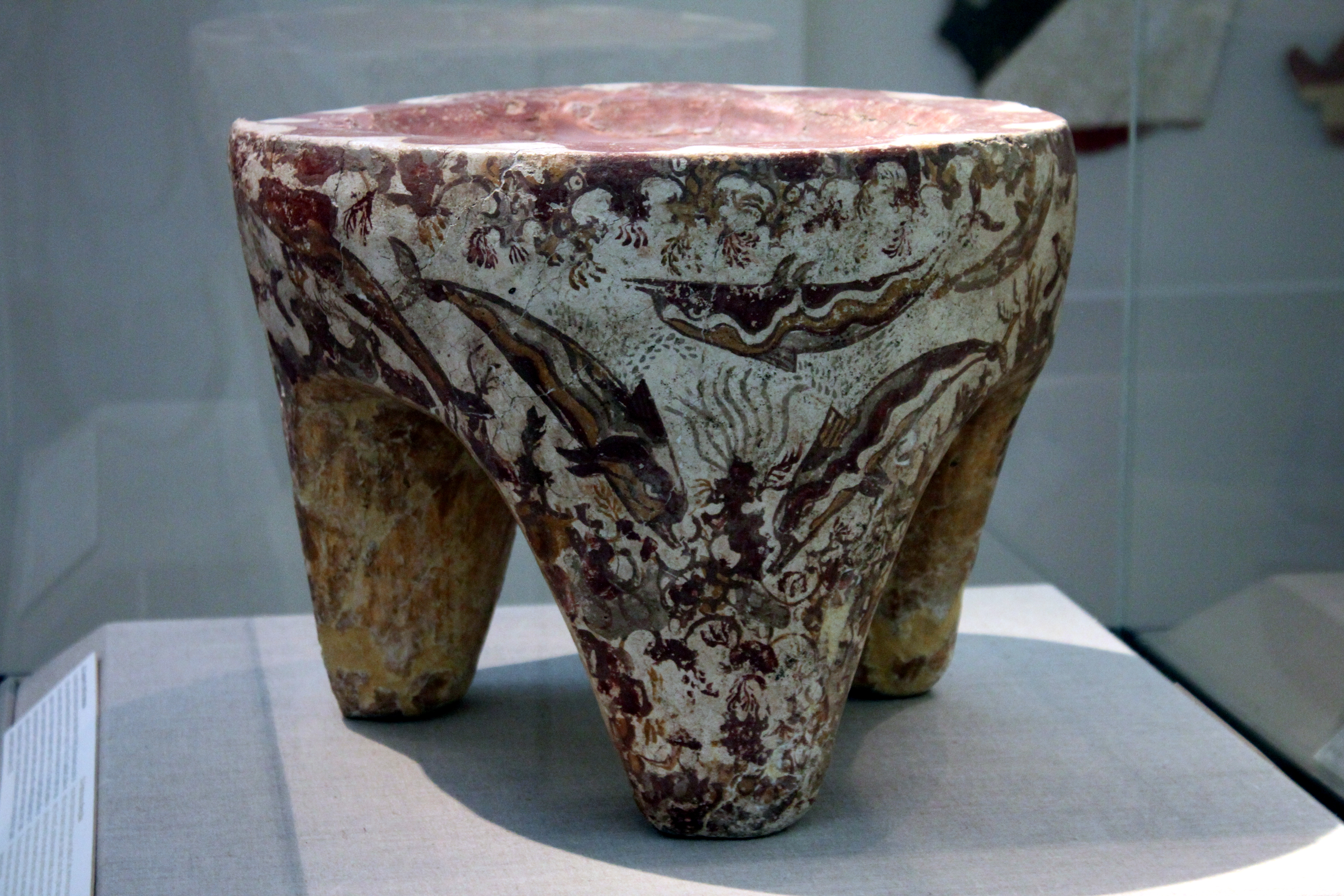
Autel de pierre peint de dauphins

### Économie et structure sociale
Dans les années 1990, on a fait des découvertes qui permettent d'avoir de l'information sur les rapports commerciaux de la ville. Dans l'une des maisons de maître, des fragments de tablettes de terre cuite ont été dégagés, portant des données d'inventaire en écriture linéaire A. De ces inscriptions, il ressort qu'Akrotiri faisait abondamment commerce de laine et d'huile d'olive. Comme l'île était, alors comme maintenant, plutôt impropre à l’élevage, les nombreux métiers à tisser et traces de teinture, font supposer qu’Akrotiri à l’âge du Bronze moyen était le centre d'une économie de transformation pour les textiles. La laine, et probablement aussi le lin, étaient achetée dans les îles voisines au nord, filée et tissés, teinte et revendue, peut-être dans le centre culturel de Crète.

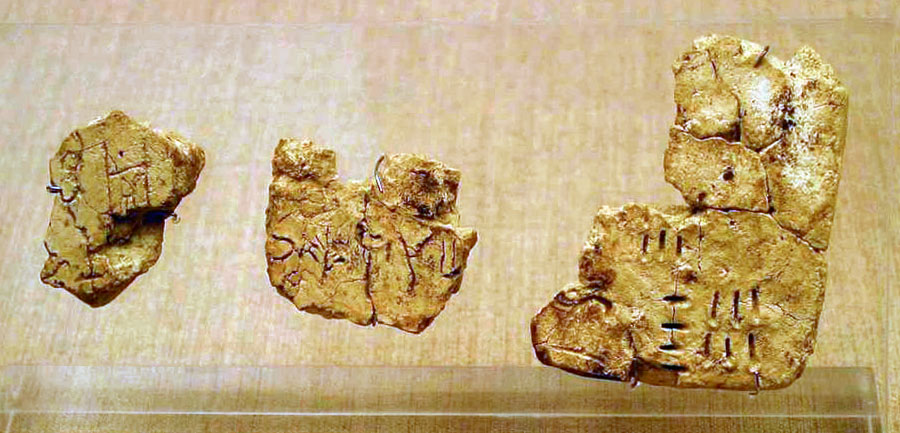
Tablettes avec du texte en linéaire A.

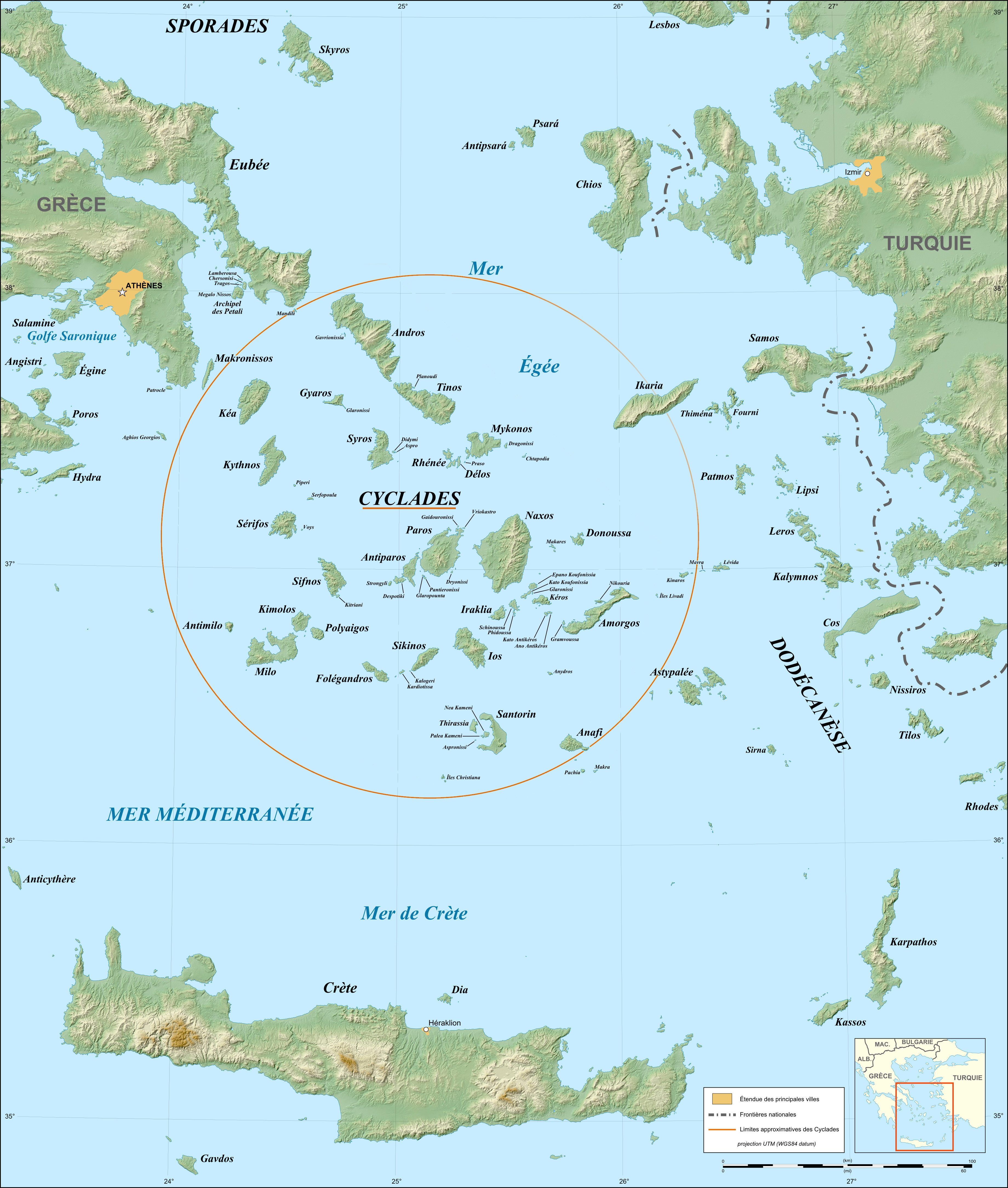
Les Cyclades dans la mer Égée

Les olives étaient alors cultivées sur les îles de la mer Égée en plus grande quantité que maintenant ; Akrotiri jouait un rôle important dans leur commerce. Dans la période I de l’ère cycladique ancienne, près de 50 % de tous les bidons cintrés – le récipient typique pour le commerce de l'huile comme du vin – trouvés dans tout le domaine de la civilisation cycladique, en Crète et à Chypre, provenaient de Santorin. La position idéale sur les principales routes commerciales était un facteur décisif pour l'économie de l’île. En particulier, Santorin était la seule île que l'on pouvait atteindre en une journée de voyage en partant de la Crète. Comme les bateaux de commerce de l'âge du bronze ne naviguaient pas la nuit, mais devaient trouver refuge dans des baies, l'île était l'étape centrale pour le commerce entre les minoens crétois et tous les marchés du nord.
L'agriculture sur l'île elle-même se faisait dans de petites fermes dispersées, on en a trouvé trois jusqu'à présent. Elles consistaient en un bâtiment de pierre, deux avec une seule pièce, la troisième avec deux pièces, une cour murée et un entrepôt ou étable. Sur les autres habitations de l’île, on n'a pu étudier que très peu de choses, en raison de la couche de lave. En dehors des fermes, on a trouvé ici ou là des restes isolés de murs, en liaison avec des tessons de terre cuite de l’époque d'Akrotiri. Leur extension, leurs rapports et leur utilisation ne sont pas connus.
Une collection d'empreintes de sceaux trouvée dans les années 1990 ne peut pas être mise en contexte actuellement. Il s'agit de plusieurs douzaines de disques de terre cuite avec des impressions, qui se rapportent à une quinzaine de thèmes. Ce pourrait être des marques commerciales, mais elles ont été retrouvées dans une espèce de collection, et non fixées sur diverses marchandises.
À partir des fresques, on peut déduire une structure sociale égalitaire, au moins dans la partie de la ville déjà fouillée. Chaque maison d'habitation a au moins une pièce décorée. Dans certaines maisons, on peut deviner à partir des fresques la profession ou l'origine des habitants. L'habitant de la maison ouest, avec ses motifs maritimes, pouvait être commandant de bateau, ou commerçant d'import-export. Il pourrait s'agir pour les habitants du quartier dégagé jusqu’à présent de membres d'une élite, car on sait à partir de Crète qu'il n'existait, au début de la période minoenne tardive, aucune société égalitaire, mais des élites qui poursuivaient en leur sein une économie de troc complexe, en échangeant des services et des biens, et se battaient pour leur position sociale par l'oppression. Ceci s'accommode  des analyses de l’architecture et de l'ordonnancement de certaines fresques dans les bâtiments permettant de conclure que certains habitants voulaient que leurs fresques murales puissent aussi être aperçues du dehors par la fenêtre de certaines pièces. Ceci pouvait servir outre leur utilisation rituelle, dans certains cas une compétition pour le statut social.
Si on ne trouve toujours pas de fortifications de la ville ou d'autres installations militaires, il faut conclure que les liens avec la culture dominante de Crète étaient beaucoup plus étroits qu'on ne l'a supposé jusqu'à maintenant. Akrotiri n'était alors ni en concurrence ni en opposition, et n'avait donc à craindre aucune mesure de contrainte, comme le laissent supposer les fortifications d'autres agglomérations de cette époque sur les îles voisines du nord, par exemple Phylakopi sur l'île de Milo. L'explication de ces rapports étroits et des liens culturels peut être que les Crétois venaient à Akrotiri, comme commerçants, artisans ou artistes, se mariaient avec des filles de familles influentes, et formaient ainsi une élite mixte, liée par des relations familiales. Des analyses des objets céramiques entre la fin du cycladique moyen et le passage à l'ère cycladique tardive montrent que les importations de Crète ne forment que 10 %, peut-être 15 % des objets, mais qu'ils ont exercé graduellement une influence significative sur les décors et les styles d'Akrotiri. De cette lente évolution, on peut conclure que la ville n'était pas une colonie, sinon l'influence se serait imposée brutalement, mais qu'un processus culturel progressif s'est mis en place, par lequel Akrotiri s'est rapprochée de la culture minoenne, tout en y mêlant ses traits propres. Akrotiri s'est ainsi distinguée d'autres lieux au sud de la mer Égée, comme Milet, où les styles de céramique se sont imposés tôt et vite, ou l'île de Cythère, que l'on peut considérer comme complètement assimilée à la civilisation minoenne à la fin de la période prépalatiale. Dans l'Akrotiri de la période cycladique tardive, c'étaient encore les unités de mesure minoennes qui étaient utilisées : les poids trouvés dans la ville étaient identiques à ceux de Crète par leurs masses et leurs divisions.

### L'anéantissement
Contrairement au cas de Pompéi, on n'a trouvé dans les couches de cendres et de pierres ponces d'Akrotiri aucun reste humain. Il n'y a dans les maisons aucun bijou, et peu d'outils coûteux. Ceci indique que les habitants ont eu le temps, avant l'éruption, de rassembler leurs objets de valeur et de fuir par bateau.

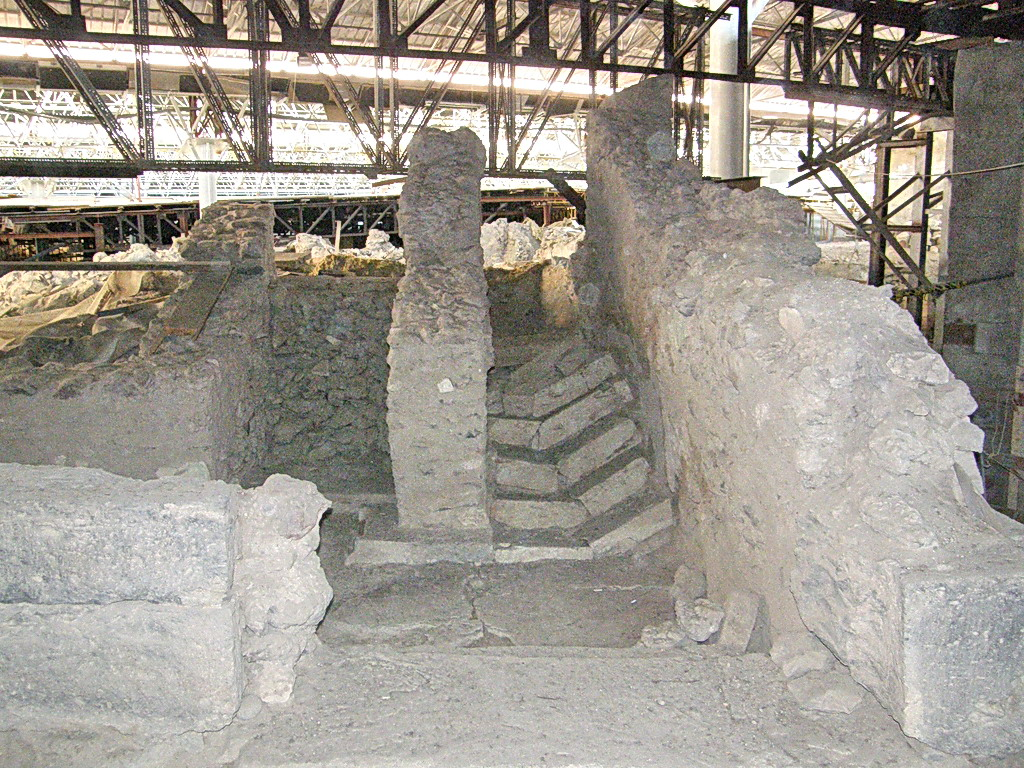
Escalier brisé dans le complexe delta des fouilles

L'alerte avant l'éruption proprement dite a eu lieu apparemment par un tremblement de terre. Ses traces sont visibles sur les marches d'escalier en pierre taillée, qui sont toutes cassées en leur milieu, ainsi que sur les murs endommagés des bâtiments. Après le tremblement de terre, certains des habitants qui avaient fui sont revenus. Ils ont dégagé les rues, démoli les murs endommagés et trié les matériaux de construction réutilisables. Par ailleurs, ils ont abrité le mobilier et les provisions. C'est ainsi qu'on a trouvé une pile de cadres de lits, qui avaient été préparés pour le déménagement d'une maison. Des cruches et amphores intactes avec de la nourriture avaient aussi été rassemblées en plein air à certains endroits.
Mais le déménagement n'a pas pu avoir lieu avant que le volcan ne détruise l'agglomération. L'explosion, que l'on appelle éruption minoenne, a commencé, selon les connaissances actuelles, par l'expulsion d'une nuée ardente légère par une cheminée du volcan située presque au milieu de l'île. L'expulsion ne dura pas longtemps, la quantité de matière légère expulsée était faible, si bien que les équipes de sauvetage ont pu se mettre en sûreté. Cependant, on ne trouve sur aucune des îles du voisinage d'indices indiquant une immigration importante au moment de l'explosion du volcan. Il faut donc supposer que les fuyards ont été tués par les gaz de l’éruption ou par le tsunami.
La vraie explosion n'a eu lieu que des mois plus tard. Sur certains restes de murs commençait à pousser de l’herbe, dont on a trouvé les restes brûlés. L'éruption a eu lieu en plusieurs phases. La première a été l'expulsion de pierre ponce relativement légère, qui s'est abattue en une couche relativement faible, d'au plus 7 m d'épaisseur. Elle a fait s'effondrer les toits par la surcharge, mais a abrité les bâtiments de la destruction par les phases ultérieures, bien plus graves. Celles-ci ont déposé des couches de cendres et de blocs de lave faisant jusqu'à 5 m de diamètre, et même, en d'autres endroits de l'île, jusqu'à 20 m.
Après la fin de l’éruption, des pluies intenses ont longuement arrosé ce qu'il restait de l'île. Elles se sont rassemblées en torrents, et ont creusé de profondes ravines dans le paysage désolé. Une de ces ravines traverse la zone de fouilles actuelle, et a rempli beaucoup de pièces avec la boue et les cendres qu'elle transportait, si vite et si complètement que les objets s'y sont particulièrement bien conservés.
La datation de l'éruption minoenne et de l'anéantissement de la ville d'Akrotiri n'est pas absolument sûre. Les styles de céramique les plus récents dans la ville appartiennent à la phase IA du cycladique tardif. On peut les synchroniser avec les fouilles de Crète et d'Égypte selon la chronologie égyptienne, et aboutir ainsi à environ 1530 av. J.-C. Les méthodes physiques, par la méthode du carbone 14, et par le dépôt de cendres volcaniques dans les glaces du Groenland indiquent les années 1620 av. J.-C.
L'interprétation des données divergentes et ses conséquences éventuelles pour la datation des cultures méditerranéennes fait l’objet de débats dans les cercles spécialisés.
La rareté des traces archéologiques trouvées pour les époques postérieures suggère qu'il a fallu plusieurs siècles avant que la végétation se soit suffisamment développée pour permettre une réoccupation par des hommes. Des tessons isolés de la phase SH IIIB de la civilisation mycénienne, vers 1200 av. J.-C. ont été trouvés près de Monolithos. Hérodote rapporte une colonie phénicienne, mais qui ne peut pas être démontrée ensuite. Selon Hérodote et Pausanias, ce n'est qu'au IXe siècle av. J.-C. que les Doriens établirent un peuplement significatif, dont le chef Théras (Θήρας) donna à l'île le nom qu'elle porte jusqu'à maintenant : « Théra ». Ils ne s'installèrent pas sur le site d'Akrotiri, mais bâtirent leur ville, Théra, sur un promontoire rocheux du mont Messavouno au-dessus du bourg actuel de Kamari.

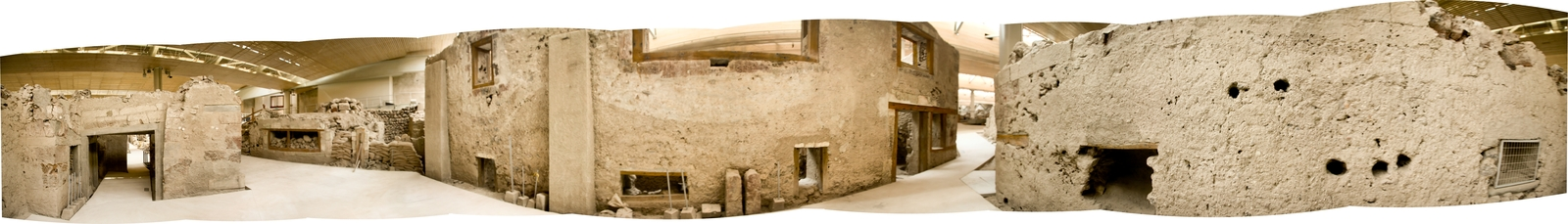
Vue panoramique à 360° de la place du Triangle d'Akrotiri. Le bâtiment au centre est la « maison ouest », devant laquelle passe la rue des Telchines. Le bâtiment en face (apparaissant des deux côtés de la figure, qui se joignent) appartient au complexe delta

## Les fresques
Une caractéristique du haut niveau de vie des habitants d'Akrotiri est le grand nombre de fresques. Les thèmes vont de motifs géométriques à des jeux sportifs ou cultuels, en passant par des scènes de la vie de tous les jours, des marines et des paysages. Les paysages figurent le monde animal et végétal de Santorin et de pays exotiques comme l'Égypte. On a des preuves de l'utilisation de couleurs à des fins décoratives en Crète depuis le Néolithique, l'utilisation de pigments purifiés et de motifs abstraits y commence avec le protopalatial. Les représentations figuratives sont attestées en Crète depuis le néopalatial.
Les fresques d'Akrotiri sont influencées par la civilisation minoenne plus que d'autres îles des Cyclades ; mais à leur tour elles ont influencé l'expression artistique de la région. Dans les fouilles d'Aghia Irini sur l'île de Kéa, on a trouvé une frise miniature, qui rappelle la frise de la maison ouest d'Akrotiri. Une autre frise de ce genre a été trouvée dans les fouilles de Tell Kabri, en Palestine. On connaît des motifs géométriques très ressemblants à ceux d'Akrotiri au palais de Qatna, en Syrie.
Les fresques sont destinées à orner des murs de deux types de bâtiments : les maisons privées et les bâtiments publics. Les maisons privées se caractérise par leur petite dimension et par une organisation intérieure dirigé vers le domestique. Les pièces décorées de fresques ne se trouvent que dans les étages, car le rez-de-chaussée est destiné à des activités domestiques. Les bâtiments publics sont de plus grande taille, sans matériel dédié aux tâches domestiques. Même s’il y a une tendance pour les fresques aux étages supérieur, on en retrouve au rez-de-chaussée. Les fresques sont réalisées dans des pièces selon leur fonction ou leur importance. Pour une maison privée des scènes de rituels, de célébration, de paysage à valeur symbolique, tandis que dans des bâtiments publics des scènes de rituels et de cérémonies.

### Exécution
Les peintures murales étaient typiquement commencées sur un enduit humide, mais contrairement aux fresques classiques, elles étaient terminées sur un support sec, selon la technique a secco, si bien que la tenue dans le temps des diverses parties de l'image est variable.

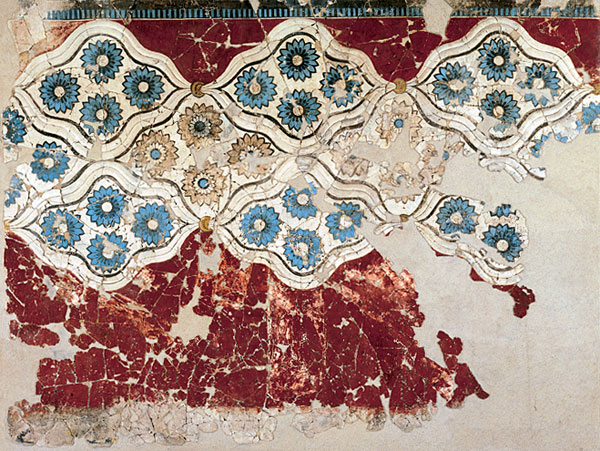
Décor géométrique
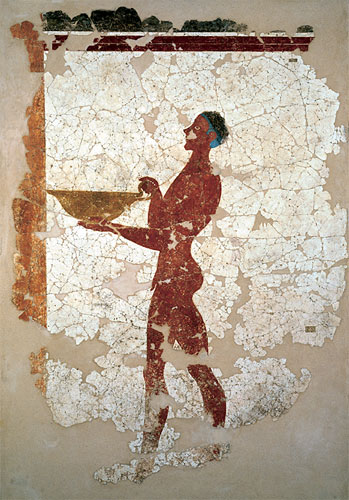
Jeune homme nu portant une cuvette
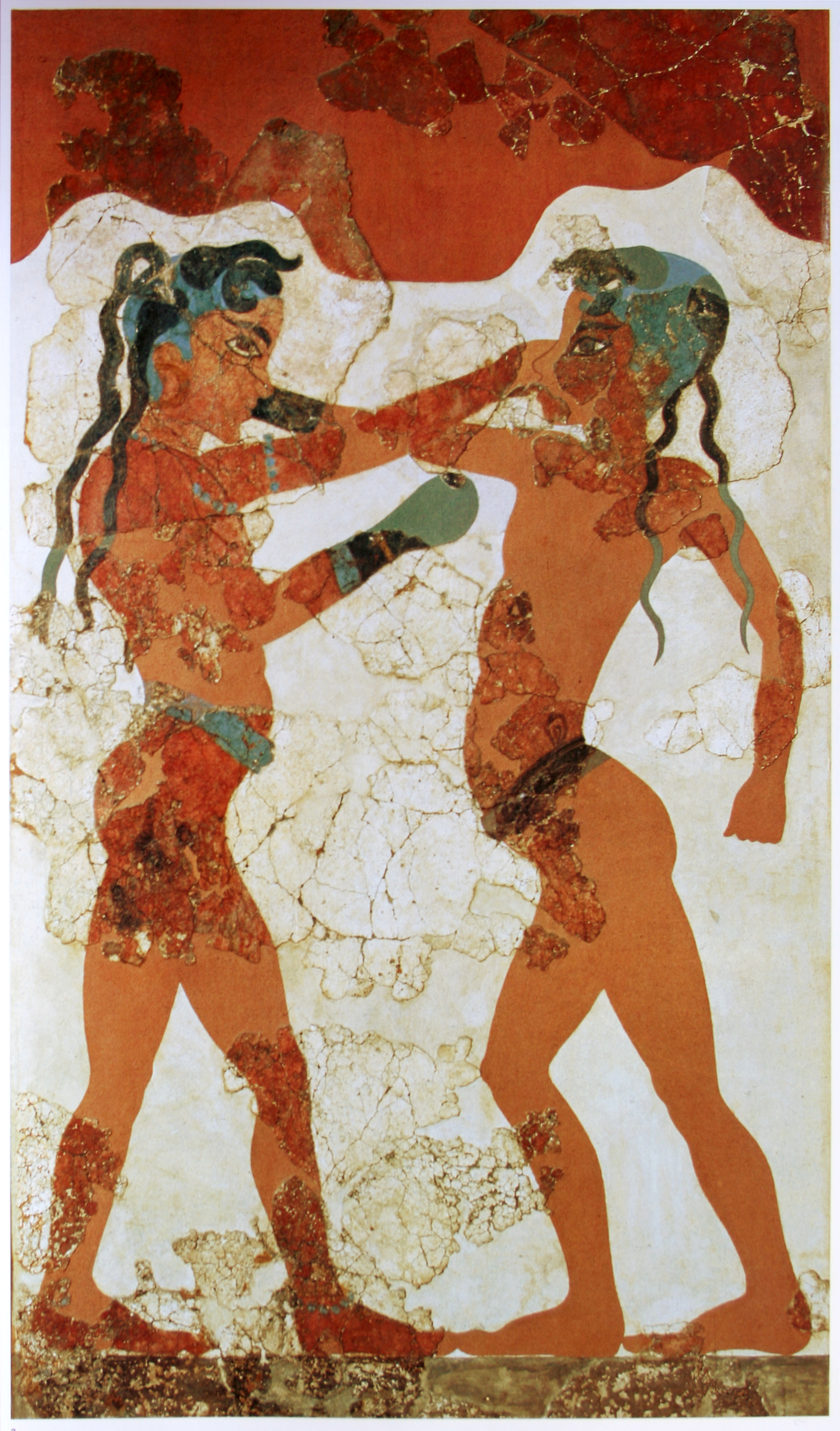
Enfants boxant
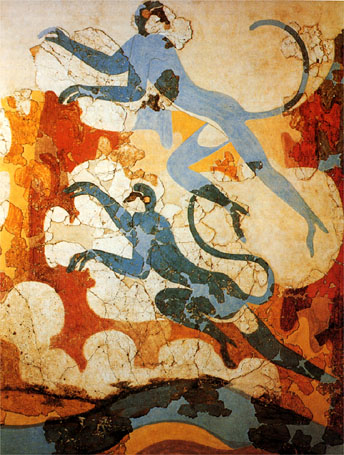
Singes bleus

Les fresques des maisons diffèrent nettement en thèmes et en styles, car divers artistes ont été à l'œuvre. Elles ont en commun une exécution soigneuse et précise dans les détails, ainsi que le spectre des couleurs utilisées. À part le blanc de l’enduit de chaux, trois couleurs ont été surtout utilisées : le jaune sous forme d'ocre et par endroits la jarosite, le rouge foncé également en ocre, et éventuellement en hématite, et pour le bleu, du bleu égyptien, par endroits du glaucophane, ou selon des analyses récentes de la riébeckite. Le lapis-lazuli, bleu également, a été trouvé jusqu’à présent une fois en Grèce de l'âge du bronze, mais pas à Akrotiri. Le graphite et autres mélanges de bleu-noir très foncé servaient au dessin des contours et détails. Les couleurs étaient en règle générale utilisées en couleurs unies. Les mélanges et dégradés ne se trouvent que dans peu de peintures, et là encore avec beaucoup de parcimonie. Du vert de malachite n'apparaît que par traces, et justement pas sur les images de plantes, où on s'y attendrait.
Les couleurs jouent un rôle essentiel pour la stylisation des motifs concrets. Souvent, elles ne sont pas utilisées de façon réaliste, mais simplement pour structurer l'image par contrastes entre surfaces voisines.

### Motifs
Outre les motifs et cadres décoratifs, les fresques présentent avant tout des scènes et des détails de la vie quotidienne. Elles permettent une vue détaillée sur l'âge du bronze.

#### Personnages
Les images de personnes offrent un accès particulier à la vie des habitants d'Akrotiri à l’âge du bronze. Certains hommes, représentés dans des actions formelles, peut-être rituelles, portent un long manteau blanc inhabituel dans les cultures égéennes, tel qu'il est décrit dans les textes en linéaire B de Cnossos en Crète, et évoqué plusieurs siècles plus tard par Homère sous le nom de chlaina (χλαίνα), en simple ou en double. Il était soit orné de deux bandes en longueur sur le devant, soit présenté porté en double.
Quelques rares figures des deux sexes, que l'on interprète comme maîtres de cérémonie, portent un vêtement connu au Proche-Orient. Il s'agit d'une bande de tissu que l'on enroule deux fois autour du corps, une fois sous les aisselles, le deuxième tour sur les épaules, où il est maintenu avec une agrafe, d'où le reste du tissu pend souplement sur le dos. Ici aussi, les vêtements sont ornés de deux larges bandes décalées. Personne d'autre ne porte de vêtement blanc avec des ornements. Quelques habitants de la ville sont aussi vêtus de blanc, mais sans autre ornement.

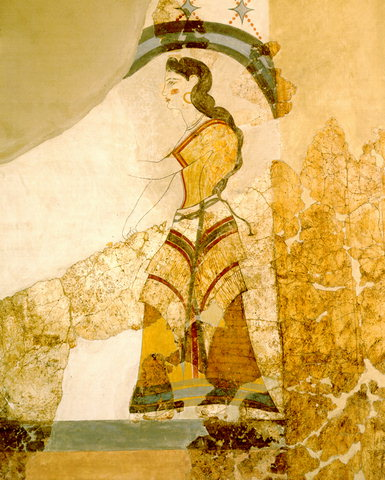
Femme en vêtement typique

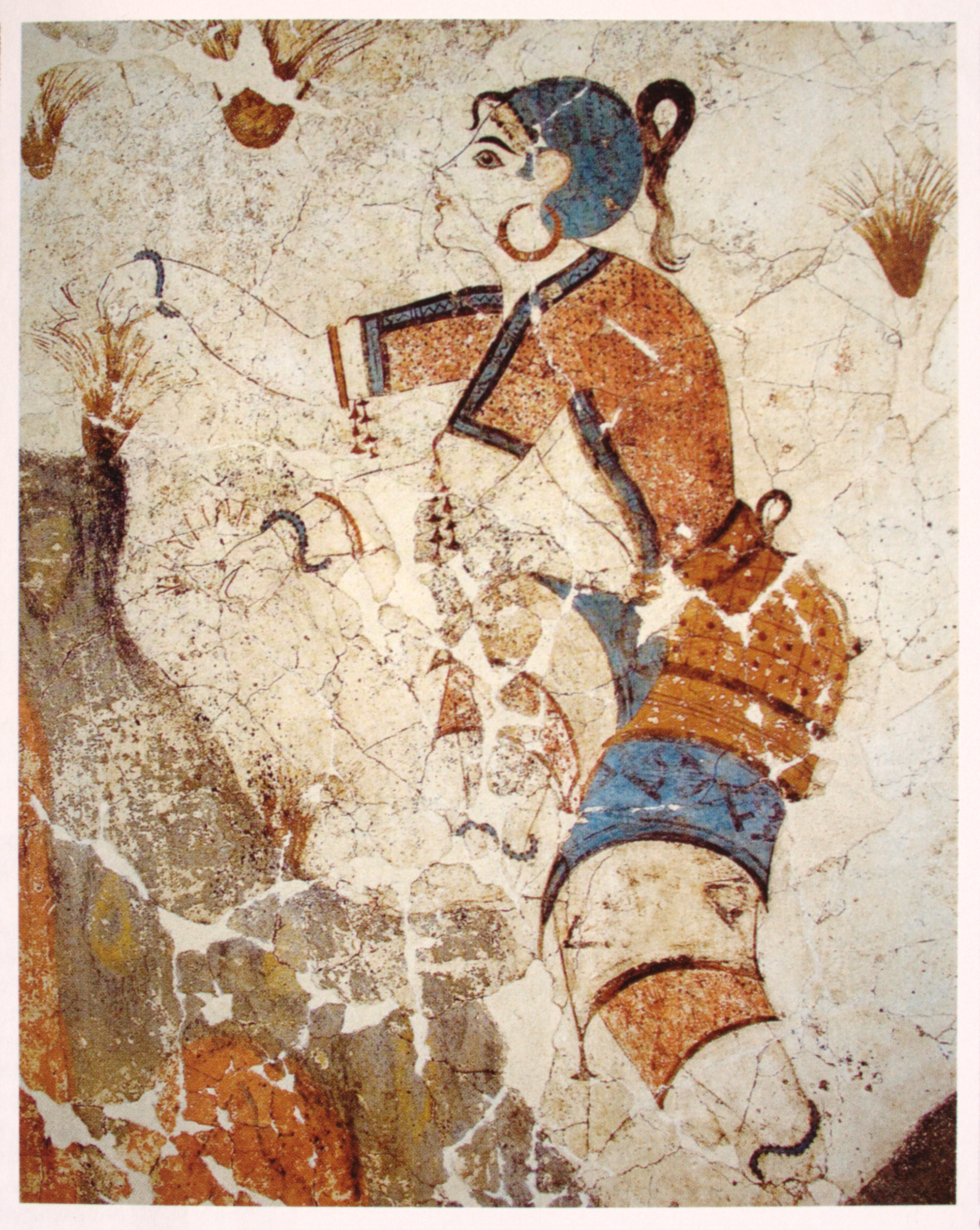
Femme en robe courte (extrait des « cueilleuses de safran »)

Les femmes portent – à part les prêtresses évoquées ci-dessus – soit une jupe colorée descendant jusqu'aux chevilles et une blouse avec des manches jusqu'au coude, soit une robe à manches courtes, décolletée bien au-dessous des seins. Les vêtements sont tissés et souvent ornés de bandes.
À part les portraits individuels et les petits groupes, qui apparaissent sur les fresques de presque tous les bâtiments, les scènes de masse de la maison ouest sont les plus expressives. Environ 370 personnes sont représentées sur les fresques miniatures de la salle de cérémonie. Parmi celles-ci, 120 sont des rameurs sur des bateaux, dessinés schématiquement. D'autres sont difficiles à juger en raison de leur mauvais état de conservation. Face aux 170 personnages masculins suffisamment identifiables par leurs vêtements, il n'y a que 10 femmes. Tandis que les hommes font l’objet d'un portrait individuel, les femmes apparaissent presque toutes aux fenêtres de la ville, uniformément vêtues et coiffées. Les quelques exceptions sont les prêtresses décrites ci-dessus.
La plupart des habitants de la ville apparaissent habillés d'une espèce de cape, blanche, ocre rouge ou bleu-noir. On ne distingue pas de sous-vêtement. Dans une figure correspondante, les bergers de moutons et de chèvres portent le même vêtement, en plus épais, mais avec la même coupe. Une série de personnages porte diverses formes de tabliers ou de jupes. Certains ne portent qu'une ceinture supportant une bande de tissu passant par l'entrejambe, dont les bouts pendent, courts devant et plus longs derrière. Ce sont avant tout des personnages en situation de travail corporel, comme des pêcheurs, des rameurs ou des bergers.
La nudité apparaît dans deux contextes : les mourants dans une scène de naufrage sont nus, pour exprimer leur vulnérabilité, et quelques personnages, presque grandeur nature, sont présentés nus en particulier dans les décors de pièces.
Les guerriers portent l'épée, la lance, le bouclier et un casque. Les épées de bronze étaient rares, chères, et peu efficaces. On les portait comme armes d'estoc, mais rarement au combat. L'arme principale était la lance, que l'on utilisait aussi pour la chasse. Sur les fresques, la longueur des lances par rapport à celle du corps est démesurée. Elle correspond environ à 4 m, et dans la réalité elle ne pourrait pas être manipulée facilement dans une seule main. Il serait réaliste de lui donner la longueur du corps. Deux types de boucliers sont connus à l'âge du bronze en Grèce : la forme rectangulaire et la forme en huit. On trouve les deux sur les peintures de Mycènes. Seul le premier type apparaît à Akrotiri. Ce bouclier était trop lourd pour être porté à la main, et était supporté par une courroie. Les casques étaient des bonnets de feutre sur lequel était cousu du cuir. Les guerriers importants portaient des casques en dents de sanglier, où les bandes de cuir étaient recouvertes de séries de dents de sanglier. Homère décrit encore ce type dans l'Iliade.

#### Bateaux
Pour une culture maritime commerçante, il est particulièrement caractéristique de voir comment elle dépeint ses bateaux, de façon très précise (voir infra). La plupart des bateaux étaient propulsés à la rame, la voile ne pouvant soutenir la propulsion que rarement, car seule était possible la navigation vent arrière. Les plus grands bateaux figurés sur les fresques comportent de 5 à 24 rameurs. En raison de la perspective, on doit supposer un nombre égal sur le côté opposé. Les bateaux tenaient la mer et pouvaient sans problème atteindre des buts éloignés. Ils avaient sur la dunette, et parfois aussi sur la plage avant des tentes pour les passagers, et peut-être aussi pour les officiers. Le timonier se tenait devant la dunette et gouvernait avec un aviron de gouverne située sur le côté droit qui a gardé jusqu'à présent le nom de tribord. Les coques étaient souvent ornées de symboles animaliers : on remarque des lions, dauphins et oiseaux. Le gréement de l’un des bateaux est orné ici et là de fleurs stylisées de crocus à safran. Un seul bateau apparaît sous voiles, bien que tous les plus grands possèdent un mât et un gréement. La coque du bateau à voile est ornée de pigeons symbolisés. On tente d'interpréter ce bateau comme un courrier.
À côté des grands bateaux à plusieurs rameurs, il y a les petites embarcations de pêcheurs.

#### Villes et architecture
Une frise de la maison ouest montre deux villes et un voyage par mer de l'une à l'autre. Les villes sont enserrées dans un paysage rocheux avec une rare végétation. Elles consistent en maisons isolées, qui en perspective plane sont présentées les unes devant et contre les autres. Les façades sont peintes en détail. On peut distinguer les murs de pierres irrégulières, parfois de briques régulières ou les façades enduites. Les murs enduits sont rendus en tons bleus et ocre. Une seule maison ressort en rouge vif. Les maisons ont de grandes fenêtres et des toits en terrasse qui débordent largement, probablement pour servir d'abri contre la pluie. Quelques-unes des maisons de la plus grande ville ont sur le toit des chapiteaux en forme de pomme de pin. En outre, un bâtiment de la plus grande ville ressort, avec ses ornements en cornes cultuelles, comme on les connaît dans la civilisation minoenne, et certaines agglomérations dans les Cyclades. C'est pourquoi on le considère comme une chapelle consacrée.
De même, sur la même fresque il apparaît hors de la ville un lieu sacré nommé temenos (τέμενος), orné de ces cornes cultuelles de la religion qui nous reste encore inconnue. L'image en est mal conservée, et on ne peut pas dire grand-chose sur son architecture. Dans la même pièce apparaît sur une autre fresque un petit bâtiment avec des cornes cultuelles, que l'on interprète comme une source sacrée. Le corps du bâtiment est marqué par des colonnes, et les grandes cornes servent probablement d'identification symbolique pour le caractère sacré du bâtiment.
Une fresque présente un bâtiment, que l'on peut interpréter comme partie d'une installation portuaire. Dans plusieurs chambres au-dessus de la côte, on pouvait tirer à l'abri les bateaux pendant la saison des tempêtes d'hiver, et les entretenir.

#### Paysages
Les paysages sont connus principalement dans la maison ouest. Plusieurs formes y paraissent :
- Les paysages de côtes correspondent aux côtes des Cyclades, et en particulier de Santorin. Même si l'île actuelle a été fortement changée et marquée par la grande éruption, la combinaison de rochers couverts de végétation et de roches volcaniques correspond à l'image d'alors.
- La mer, comme dans d'autres paysages de la mer Égée, est cachée. Sa surface est repérée par des dauphins, des poissons, des lièvres de mer, des étoiles de mer et des algues, mais la mer elle-même reste invisible.

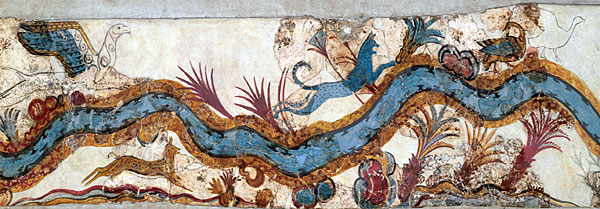
Paysage de fleuve avec scène de chasse

- Les fleuves sont un motif rare dans l'âge du bronze en Grèce. À part cette fresque à Akrotiri, on ne connaît que des incrustations sur un poignard à Mycènes. Des gravures sur un peigne de Pylos (Péloponnèse) peuvent à la rigueur aussi être interprétées comme un fleuve. Tous les fleuves coulent horizontalement en méandres irréguliers très naturels, avec la végétation et les animaux caractéristiques sur les rives.

#### Animaux

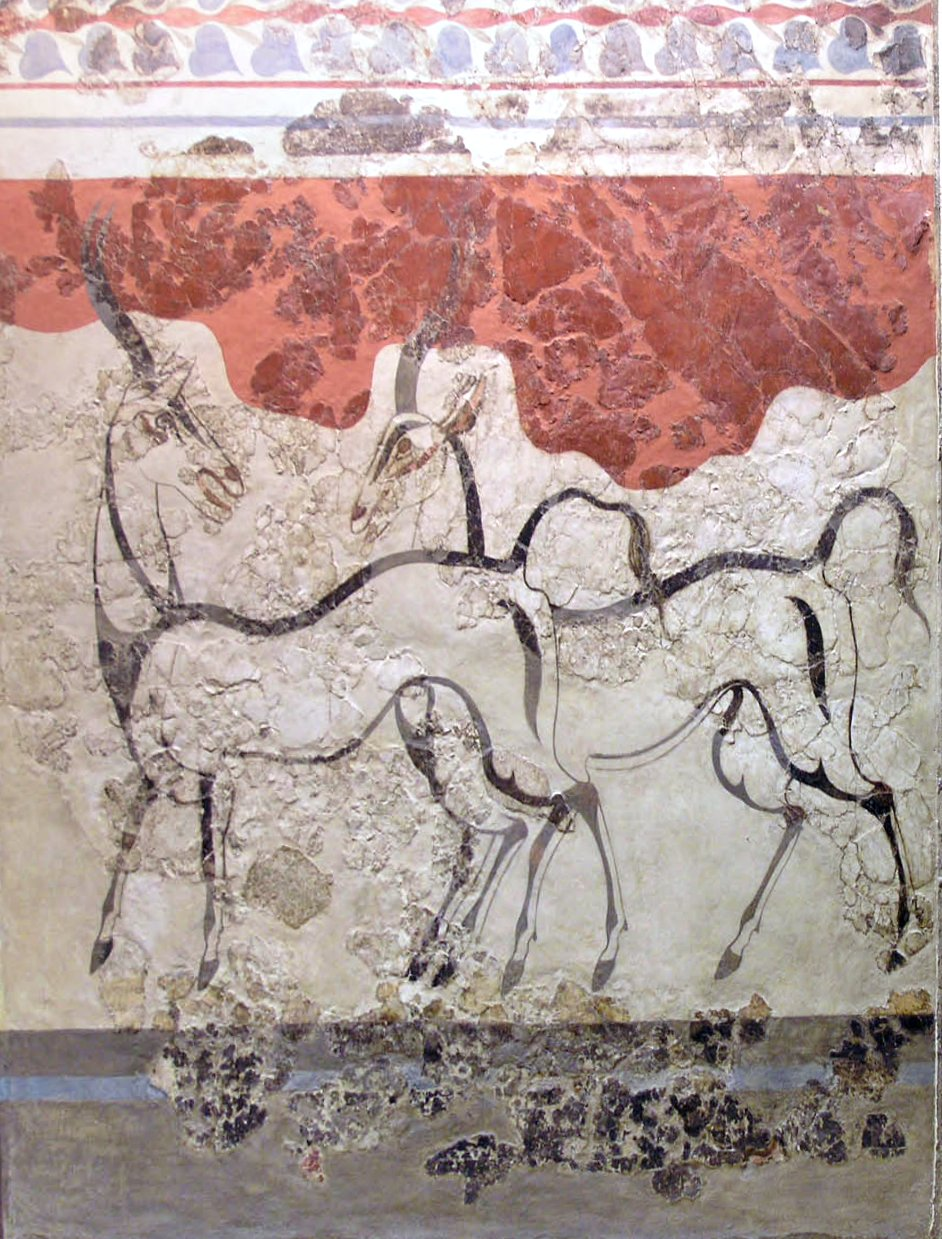
Antilopes

La plupart des animaux sont réalistes dans leur forme et leurs mouvements. Couramment les couleurs ne sont pas naturelles, mais choisies en fonction des besoins de l’artiste, pour faire ressortir la forme des corps par des surfaces de couleurs contrastantes. Il est remarquable que certaines espèces animales inconnues sur Santorin sont dessinées en détail. Les artistes avaient donc accès aux traditions iconographiques égyptiennes, si bien que des espèces nord-africaines comme les grands félins, les antilopes et les singes, ainsi que des animaux mythologiques comme le griffon y figurent.
Près du fleuve cité ci-dessus, on voit plusieurs scènes très vivantes d'animaux de proie en chasse. Un chat d'un bleu vif se glisse en se baissant parmi les plantes vers des oiseaux aquatiques. La forme du corps et la forme des taches fait penser à un serval. On ne peut pourtant pas considérer cette interprétation comme sûre. Il pourrait s'agir d'un chat domestique, déjà existant en Égypte à l'âge du bronze, ou d'un chat sauvage d'Afrique. Jusqu'à présent, il n'a pas été trouvé à Akrotiri de représentation de lion vivant, comme on les connaît dans d'autres fouilles des Cyclades et de civilisations voisines. Seul un lion stylisé symbolise la coque d'un bateau, dont la présence de soldats à bord pourrait faire penser qu'il s'agit d'un bateau de guerre.
On trouve, ce qui n'est pas inhabituel dans la civilisation cycladique, un griffon, avec son corps de lion et ses ailes, à la chasse au chevreuil dans ce paysage naturel de fleuve. Sa tête n'a pas été conservée, ce qui laisse ouverte la question de savoir si c'était plutôt celle d'un faucon, comme habituellement dans le style égyptien, ou d'un vautour, comme le laisse supposer la forme de son cou. Les griffons ont une longue tradition iconographique, qui, partant du IVe millénaire av. J.-C. en Mésopotamie, s'étend sur les pays égéens par la Syrie et l'Égypte. Les plus anciennes trouvailles dans les Cyclades viennent de Phylakopi à Milo, dans la phase III de l'ère cycladique moyenne. À Akrotiri, on a jusqu'à présent trouvé deux exemplaires sur des fresques du début de l'ère cycladique tardive. À côté du paysage de fleuve, il y a un griffon fortement stylisé dans les « cueilleuses de safran ». En outre, il existe un griffon sur un pithos particulièrement grand de la couche cycladique moyenne, un tesson de poterie avec un bec, une tête et un cou, que l'on interprète comme ceux d'un griffon, ainsi que l'empreinte d'un sceau à l'effigie d'un sphinx à tête d'oiseau. L'utilisation semble largement échangeable avec celle du lion pour figurer le symbole de la force et de la puissance. On spécule dans la littérature sur une utilisation divine.
Un chevreuil sert de proie au griffon. Ses forme et couleur sont fidèles à la nature, l'artiste connaissait donc le modèle.
Les bovins apparaissent rarement dans les Cyclades, et encore plus rarement à Akrotiri. Dans l’une des grandes peintures murales, deux bovins, mal conservés, sont conduits par un homme devant une porte de la ville. Des empreintes de sceaux montrent le motif d'un taureau. Dans les deux cas, il peut s'agir de victimes sacrificielles. Des trouvailles à Délos présentent des taureaux avec un labrys comme motif religieux de la civilisation minoenne, ou liés à un reliquaire. Moutons et chèvres marchent en troupeaux dans une scène de bergers.
Deux antilopes apparaissent sur des fresques en grand format, et très réalistes. Des singes sont plusieurs fois figurés. Ces deux espèces n'étaient pourtant pas endémiques des îles de la mer Égée.
Un motif très apprécié à Akrotiri, et rare sur les autres Cyclades, est le dauphin. Il apparaît une dizaine de fois sur des amphores à Akrotiri, mais pourtant pas une fois sur un autre genre de poterie. Les dauphins peuplent en outre les paysages maritimes, et, fortement stylisés, apparaissent comme motifs de peintures murales décoratives. Tous les dauphins se ressemblent beaucoup et sont schématiques. Les dauphins sont en partie peints comme des poissons (à Phylakopi, un dauphin est identifiable par son contour et sa couleur, mais il possède des ouïes).

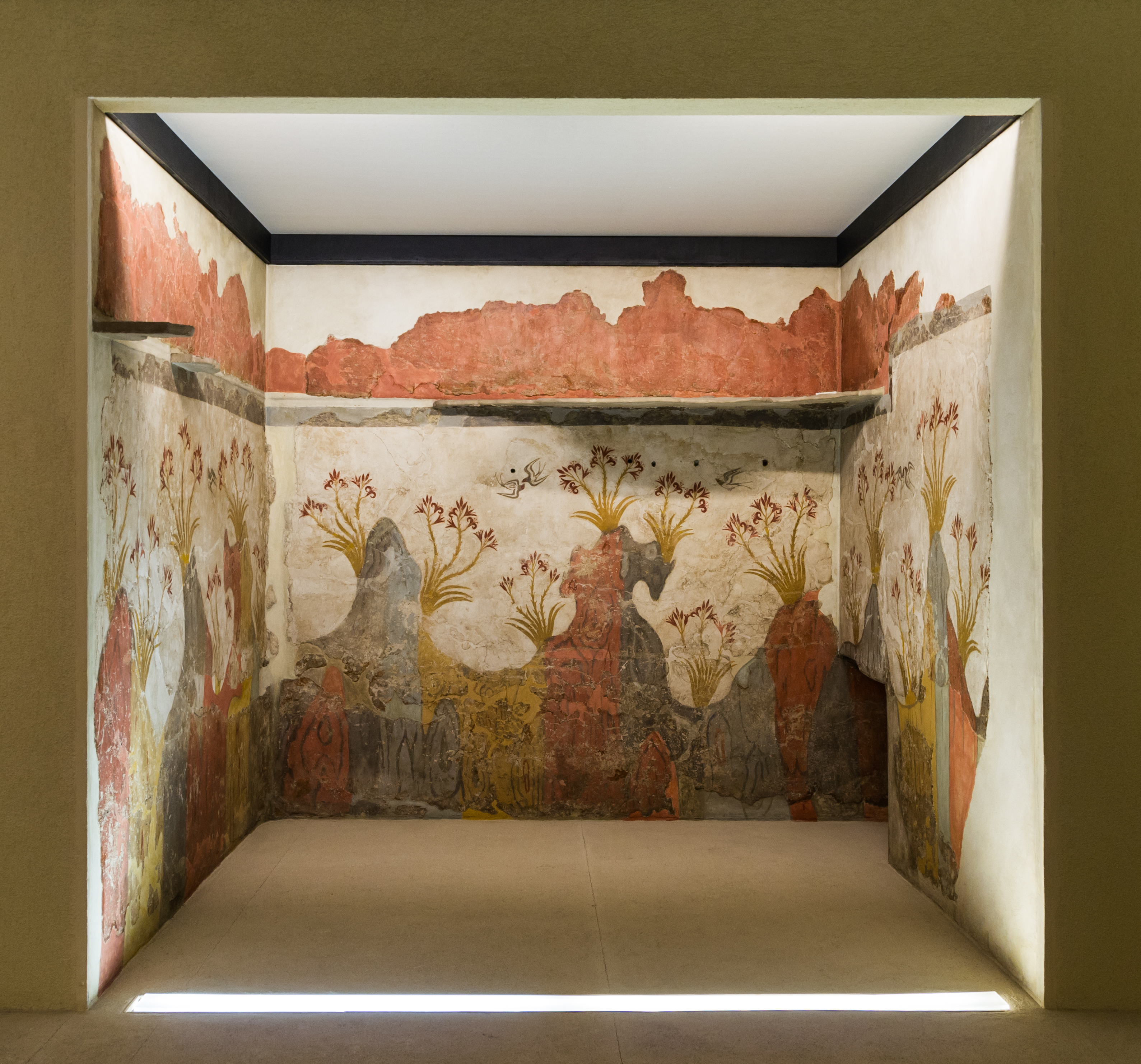
Paysage de printemps tout autour de la pièce, avec des hirondelles. Musée national archéologique d'Athènes.

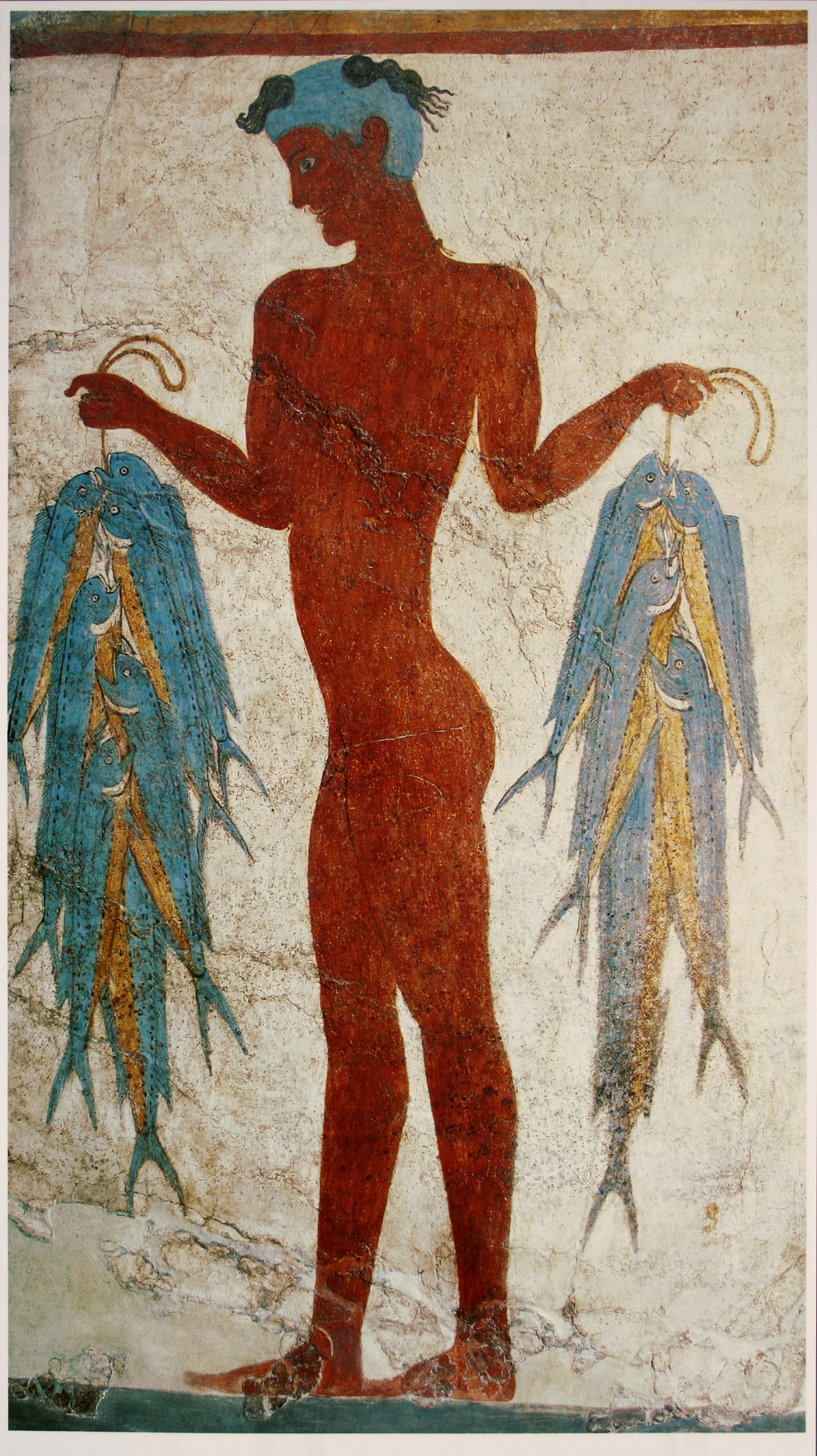
Fresque du jeune pêcheur aux coryphènes.

Les oiseaux forment une décoration appréciée. Dans les scènes de paysage, on voit des oiseaux aquatiques, et en particulier des oies. On reconnaît les ouettes d'Égypte, les autres peuvent être des oies cendrées, ou, à la fantaisie de l’artiste, une libre combinaison entre les deux. Des pigeons détaillés n'ont pas été trouvés, seuls des pigeons stylisés ornent comme symboles beaucoup de bateaux. En particulier celle du seul bateau apparaissant à la voile, qui est orné d'une série de pigeons stylisés. Ceci est interprété comme une indication du rôle de courrier joué par ce bateau. Les hirondelles sont très souvent peintes, et avant tout dans un paysage plein de fleurs, que l'on interprète comme une évocation du printemps. On les trouve maintes fois sur les poteries, au point qu'elles peuvent presque servir de marque pour les récipients originaires de Santorin.
Les poissons sont représentés par les coryphènes juvéniles tenus à bout de bras par un jeune pêcheur nu, tondu à l'exception de quelques mèches.

#### Plantes
Le monde végétal est aussi peint fidèlement en détail, si bien qu'après 3 500 ans, on peut encore reconnaître les espèces. Pour les arbres, ce sont des pins, des pistachiers, des oliviers et des figuiers. Certains des figuiers peuvent néanmoins être des chênes verts, car les feuilles dentées n'apparaissent pas avec suffisamment de détail, ni à une échelle assez déterminée pour faire la différence. Une grande variété de plantes est figurée le long d'un cours d'eau, parmi lesquelles on peut identifier des carex, des graminées et des roseaux.

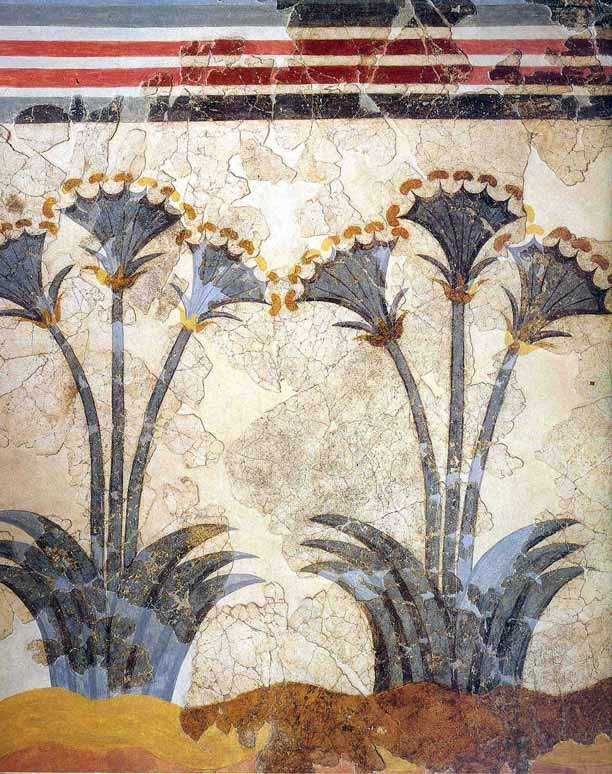
Papyrus ou lis maritime.

Le papyrus possède un rôle particulier. D'une part, il apparaît sur les paysages, mais aussi en grand format, tout seul, aussi bien sur des fresques que sur des récipients céramiques. Là, il est fortement stylisé, mais identifiable comme n'ayant pas atteint la maturité. Ces représentations à Akrotiri sont largement identiques à celles de Mycènes, de Phylakopi (à Milo) et de Cnossos (Crète), ce qui plaide pour un échange direct des artistes entre eux. Une autre interprétation, qui remonte déjà à Marinatos, voit dans ces plantes des lis maritimes, quoique l'on ne connaisse encore pas de fonction cultuelle spéciale de cette plante.
Le dattier est un motif relativement fréquent sur Akrotiri, presque inconnu sur les autres îles Cyclades. Il apparaît biologiquement très exact sur le plan des formes, mais pas sur celui de la couleur ; celle-ci semble plutôt avoir été choisie pour former un contraste. Le dattier figure à l'occasion sur des récipients de poterie. Jusqu'à maintenant, on n'a trouvé qu'un seul palmier nain.
Mais le symbole de Santorin pourrait être le safran. Il figure de nombreuses fois comme plante et comme élément décoratif. L'élément le plus connu est la « fresque des cueilleuses de safran » dans la Xeste 3, que Marinatos avait déjà trouvée en 1969, la première grande peinture murale et qui a été publiée dans le monde entier. En rapport avec d'autres fresques et trouvailles dans la même maison, elle semble faire partie d'un rite initiatique féminin. La plante de safran stylisée servait souvent de motif sur les poteries et les fresques. Beaucoup de bateaux apparaissant sur les paysages marins sont ornés de fleurs de safran stylisées. On les interprète comme symboles du printemps.

### Fresques de la maison ouest
La maison ouest, dont il a déjà été plusieurs fois question est jusqu'à maintenant la source la plus féconde de paysages. Dans une seule pièce, on trouve trois frises, qui passent au-dessus d'une fenêtre et deux parcourent des parois intérieures interrompues par endroits par des portes, ainsi que deux jeunes pêcheurs nus grandeur nature dans les champs, à deux coins opposés de la pièce. Beaucoup de peintures murales sur des thèmes maritimes se trouvent dans une pièce voisine.

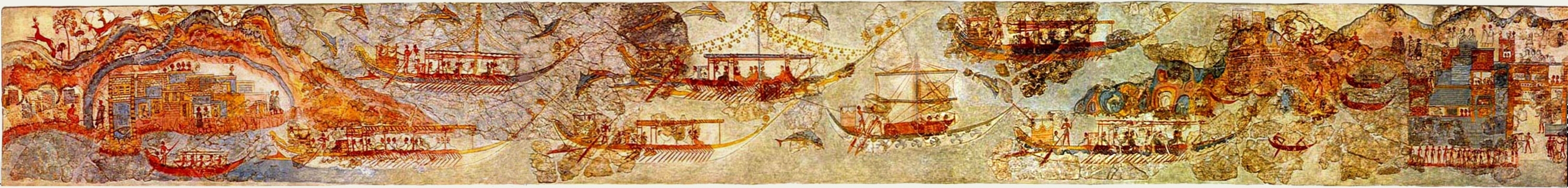
Fresque de la procession nautique, frise dans la maison ouest.

Les trois frises présentent les éléments suivants (les deux premiers appartiennent à une même frise, mais les éléments éventuels situés entre eux ont disparu) :
- Cérémonies sur la colline – des personnages des deux sexes en vêtements de cérémonie viennent des deux côtés sur une colline, au pied de laquelle jaillit une source sacrée. Beaucoup présentent dans leurs mains tendues des objets non identifiables, peut-être des coupes de feu.
- Dans un paysage stylisé de façon déconcertante, une scène de bergers avec des troupeaux de moutons et de chèvres sert d'arrière-plan à une file de guerriers en marche pleinement équipés pour la guerre. À côté, sur la rive, un bâtiment est représenté, que l’on peut considérer comme un hall de stockage pour  les bateaux[32]. Juste en dessous du bâtiment et de la file de guerriers, sans rapport apparent, un bateau est échoué sur des rochers, trois personnages nus se jettent dans la mer par-dessus bord, en arrachant des pièces d'équipement non identifiables.
- Un autre champ séparé présente un paysage de rivière. Ce motif est de tradition crétoise reconnaissable. Mais en Crète, le monde végétal et animal reprend en règle générale les paysages égyptiens, tandis que le fleuve d'Akrotiri est identifiable comme local d'après la végétation. Le fleuve donne un cadre à deux sous-thèmes : des fauves en chasse, et l'agriculture (dattes et papyrus).
- Le summum des fresques découvertes jusqu'à maintenant est représenté par la fresque de la procession nautique. Au moins huit bateaux naviguent d'une petite ville à petite distance vers une ville plus grande, et ornée, où ils sont attendus. La distance semble courte parce que les bateaux ne sont apparemment pas équipés pour la haute mer. À bord, des passagers en vêtements de fête, pas de soldats, si bien que le voyage paraît se diriger vers un but ami. Une interprétation à partir de détails du paysage laisse penser que le voyage a lieu au sein de la caldeira de l'île[35].

Une interprétation du rapport entre toutes les images de ce tableau indique que la procession est la fête du début de la saison de navigation au printemps, après la fin des tempêtes de l'hiver. Toutes les parties sont en rapport indirect avec le thème du printemps, si l'on écarte la cérémonie sur la colline.

### Fresques dans Xeste 3
Le bâtiment Xeste 3 au sud-ouest des fouilles actuelles est interprété comme bâtiment officiel de rites initiatiques et de passage. Cette interprétation est renforcée par le dépôt voisin de cornes et de bois de cervidés, l'idole de chèvre en or, et avant tout la riche décoration du bâtiment avec des fresques sur divers thèmes : la Xeste 3 contient le plus grand nombre de fresques retrouvées jusqu'à maintenant dans la ville. Une pièce avec une dépression, d'abord interprétée comme bassin de lustration, et maintenant comme adyton, présente une niche interprétée comme une châsse, dans laquelle une paire de cornes de taureau en pierre a été trouvée. Cette pièce est reliée par des polythyra à une suite d'autres pièces. À l'étage, il y a encore d'autres pièces liées à des buts cultuels, et toutes richement décorées.
La fresque la plus intéressante de la Xeste 3 est celle des cueilleuses de safran. Cette longue fresque s'étend à l'étage sur les murs nord et est, mais elle n'a été conservée qu'en partie. De gauche à droite se développe une scène remarquable sur le plan iconographique, dans laquelle une femme siège sur un trône devant le paysage. Derrière elle, monte la garde un griffon portant un collier et une laisse dont elle tient le bout. Devant elle s'incline une jeune femme, qui répand quelque chose à ses pieds, sans doute des crocus à safran. Entre la femme et la déesse, un singe bleu tend à la déesse en geste d'offrande une coupe qui contient probablement du crocus. En raison des animaux, cette figure est appelée la « maîtresse des animaux ». Au milieu du mur, une femme porte, dans un fragment mal conservé de la fresque, un récipient à travers un paysage vallonné, avec ici et là des fleurs de crocus. Ce paysage continue sur le mur est, où une jeune femme et une plus âgée cueillent des fleurs de crocus à safran. Elles apparaissent en détail, et avec des traits personnels. On interprète la relation entre les deux femmes comme une relation de maîtresse à élève. Cette scène peut évoquer un rite d'initiation féminin auquel participent des femmes de diverses générations.
Dans la même pièce, il reste encore des fragments de deux autres fresques. L'une présente des indications sur une cinquième femme, et l'autre un paysage de roseaux avec des oiseaux aquatiques.
Au rez-de-chaussée, au-dessus de la dépression avec la châsse, apparaissent trois femmes. L'une tient son pied blessé, les deux autres présentent une chaîne et un vêtement. À côté, un portail est peint sur le mur, couronné de cornes cultuelles, dont le sang coule. Dans la même pièce, mais dans une partie non visible du bassin, en raison d'une cloison, sont dessinés quatre hommes, dont deux sont clairement reconnaissables comme des adultes et un comme un enfant.
À l'entrée du bâtiment et dans l’escalier, on a trouvé un paysage de montagne avec deux scènes animalières et au moins un homme. Au deuxième étage, des décorations ont été conservées, parmi lesquelles ressortent des rosaces et des spirales. Des fragments de paysages d'autres scènes n'ont pas encore été restaurés.
Parmi toutes ces représentations, le nombre de celles de personnes est remarquable, avec une stricte séparation des sexes. On ne comprend pas le détail de l'iconographie, mais l'impression générale est celle d'un culte. On suppose que des rituels étaient accomplis aussi bien au rez-de-chaussée qu'au premier étage, et on suppose que les participants étaient séparés selon leur sexe.

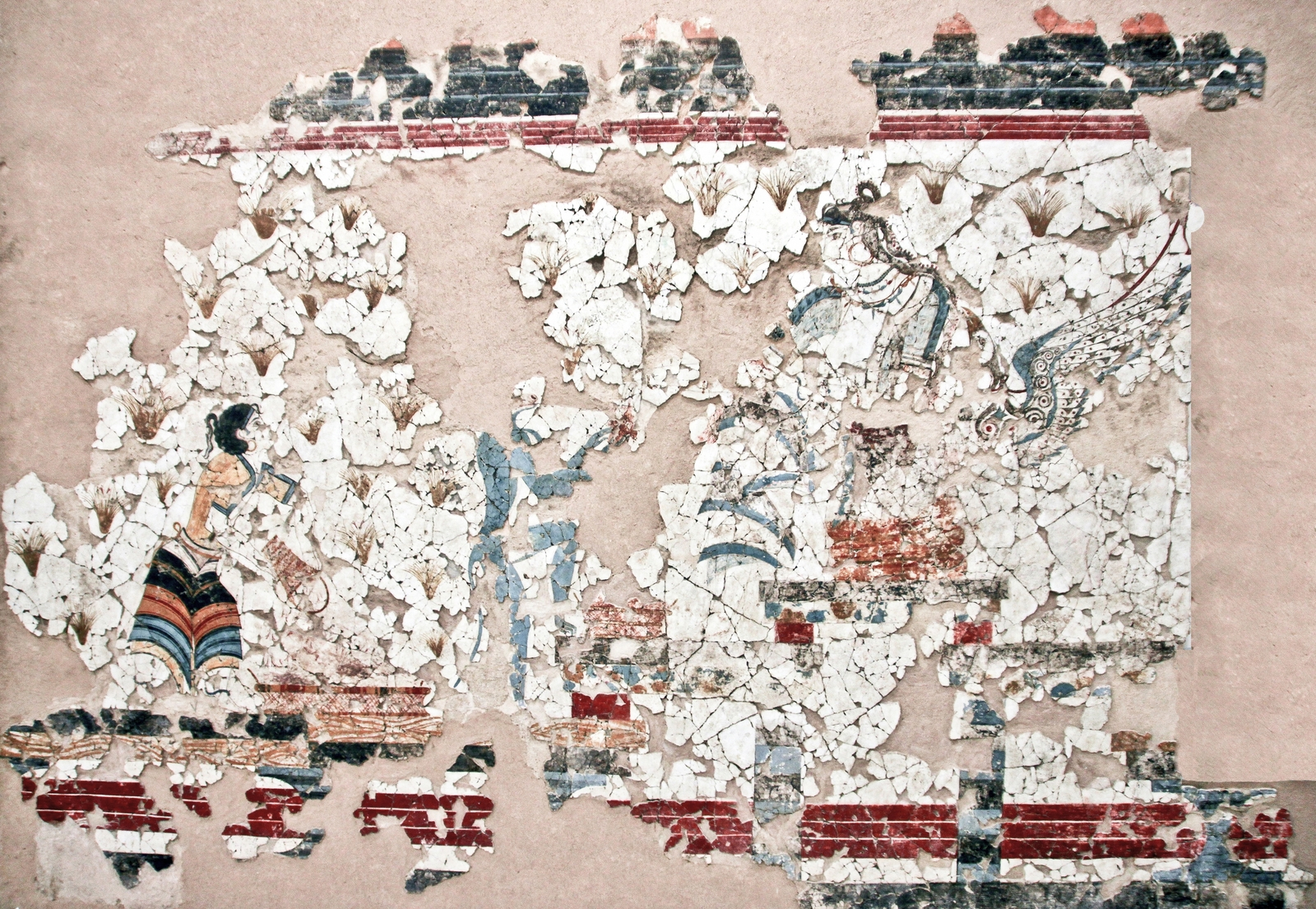
La maîtresse des animaux, avec une adoratrice, un singe et un griffon.
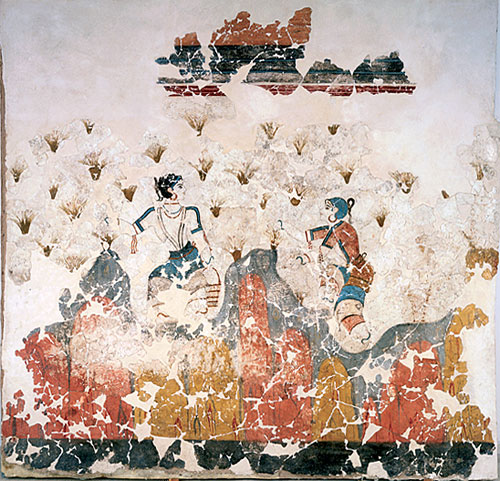
Cueilleuses de safran.
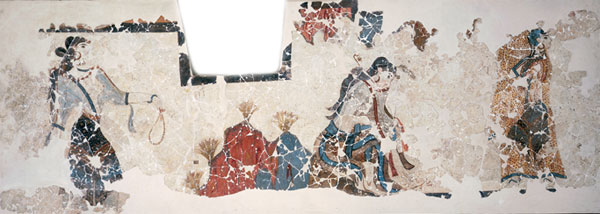
Les adoratrices vers l'adyton.

## Sculptures figuratives

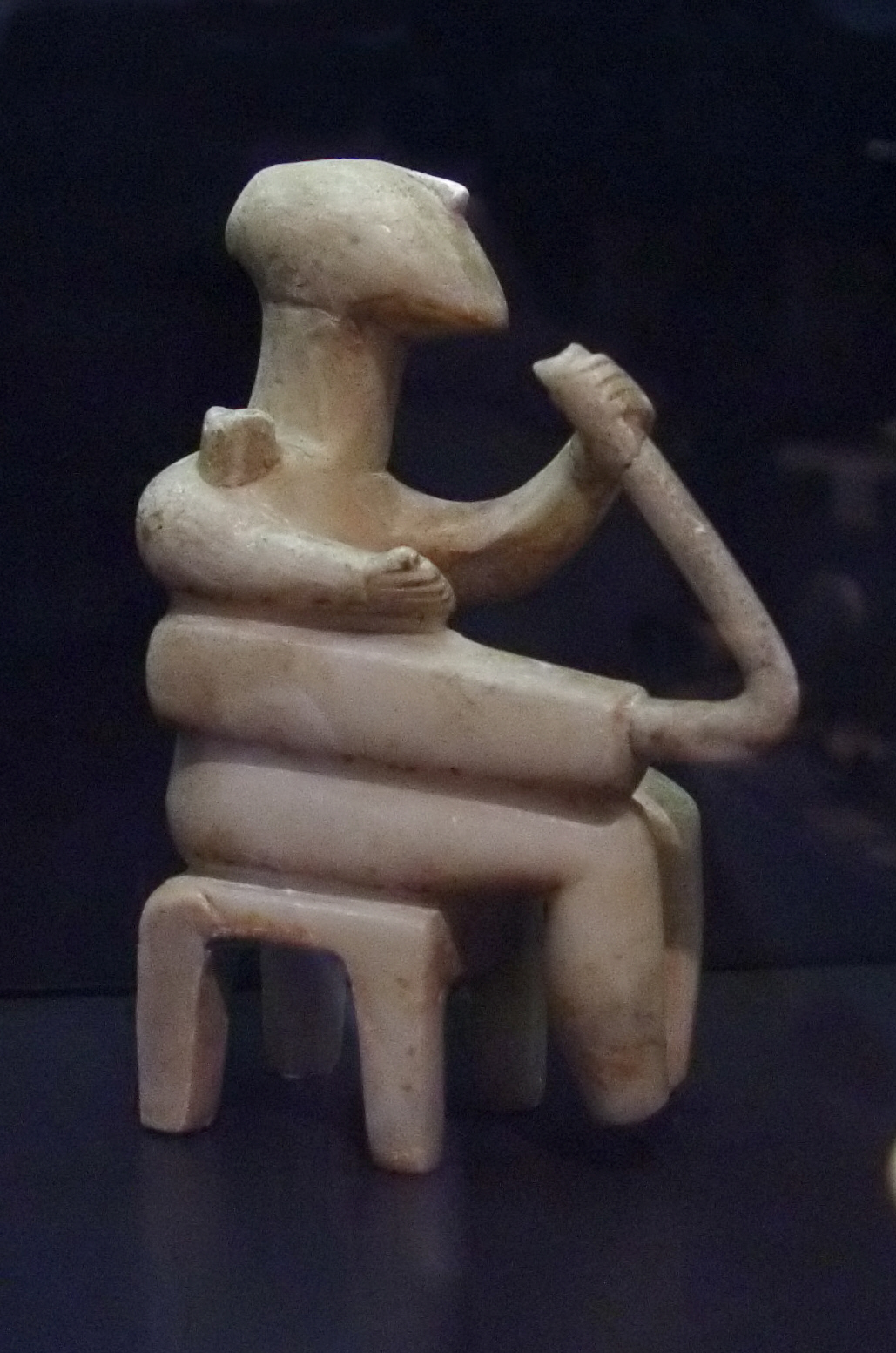
Joueur de harpe, hauteur 13.5 cm, Musée du Land de Bade, Karlsruhe

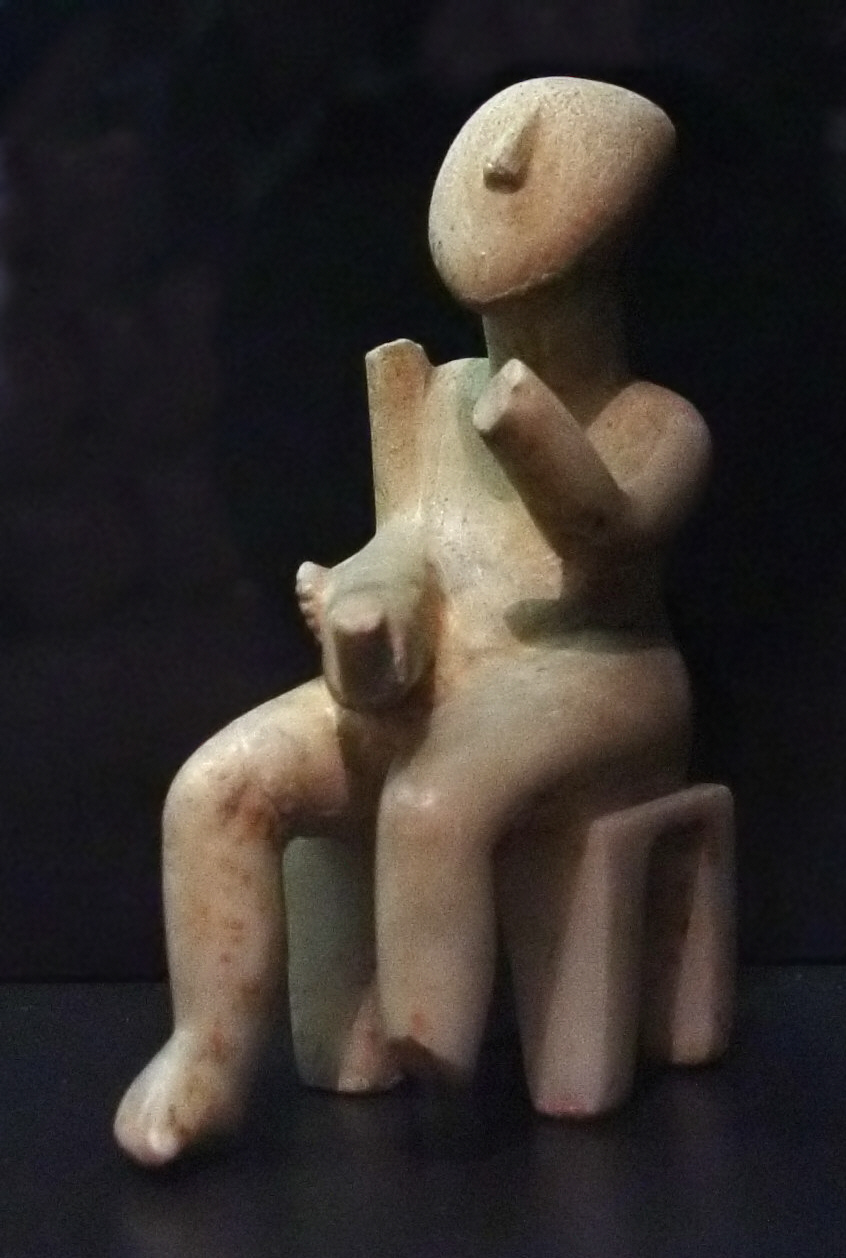
Joueur de harpe, hauteur 15.6 cm, Musée du Land de Bade, Karlsruhe

Avec la découverte de la ville d'Akrotiri, on a pu comprendre d'anciennes découvertes. Déjà en 1838, on connaissait deux petites sculptures de marbre, d'environ 15 cm, dans le style des idoles cycladiques. Elles représentent des joueurs de harpe et appartiennent au type Spedos de la culture Kéros-Syros du cycladique ancien (CAII). Elles sont exposées au musée du Land de Bade (Badisches Landesmuseum) à Karlsruhe. Elles proviennent de la fouille au début du XIXe siècle d'une tombe sur l'île de Santorin, « décrite de façon vraisemblable », d'après le catalogue du musée. Il s'agit probablement de la fouille d'une tombe dans une nécropole. La qualité de leur facture suggère que les défunts ont vécu au centre culturel de l'île, ce qui indique Akrotiri.
Les trouvailles autour de la place du cénotaphe, la plus grande place fouillée jusqu'à présent, sont remarquables. Dix-sept idoles y gisaient, dont dix ensemble, avec un couteau de bronze et des outils d'obsidienne, comme un trésor dans une niche dans le cénotaphe. Vingt autres idoles ont été trouvées jusqu'à maintenant à d'autres endroits d'Akrotiri. Elles confirment la thèse émise dès les années 1960 par Jürgen Thimme (de), que les types abstraits d'idoles dérivent de pierres naturelles trouvées sur le rivage, et qui ont été polies par la mer. Cinq des pierres sont entièrement brutes, elles sont plates et présentent une forme qui évoque grossièrement des épaules humaines avec un début de cou. Pour neuf pierres, ce type épaules a été approfondi par un travail plus ou moins marqué. Douze autres figures sont rangées dans le type violon, elles sont toujours abstraites, et présentent la forme d'un corps féminin, avec une taille marquée par des dépressions, et une ébauche de cou. Face aux 26 idoles abstraites, on en a 11 figuratives. Six se rangent dans le type Plastiras, deux dans le style précanonique, une dans le type Kapsala, une dans le type Spedos, et une autre dans le type Chalandriani. Les sculptures abstraites proviennent pour la plupart du Néolithique supérieur (IVe millénaire av. J.-C.), tandis que les idoles figuratives canoniques proviennent du cycladique ancien jusqu'à 2500 av. J.-C..

## Expositions

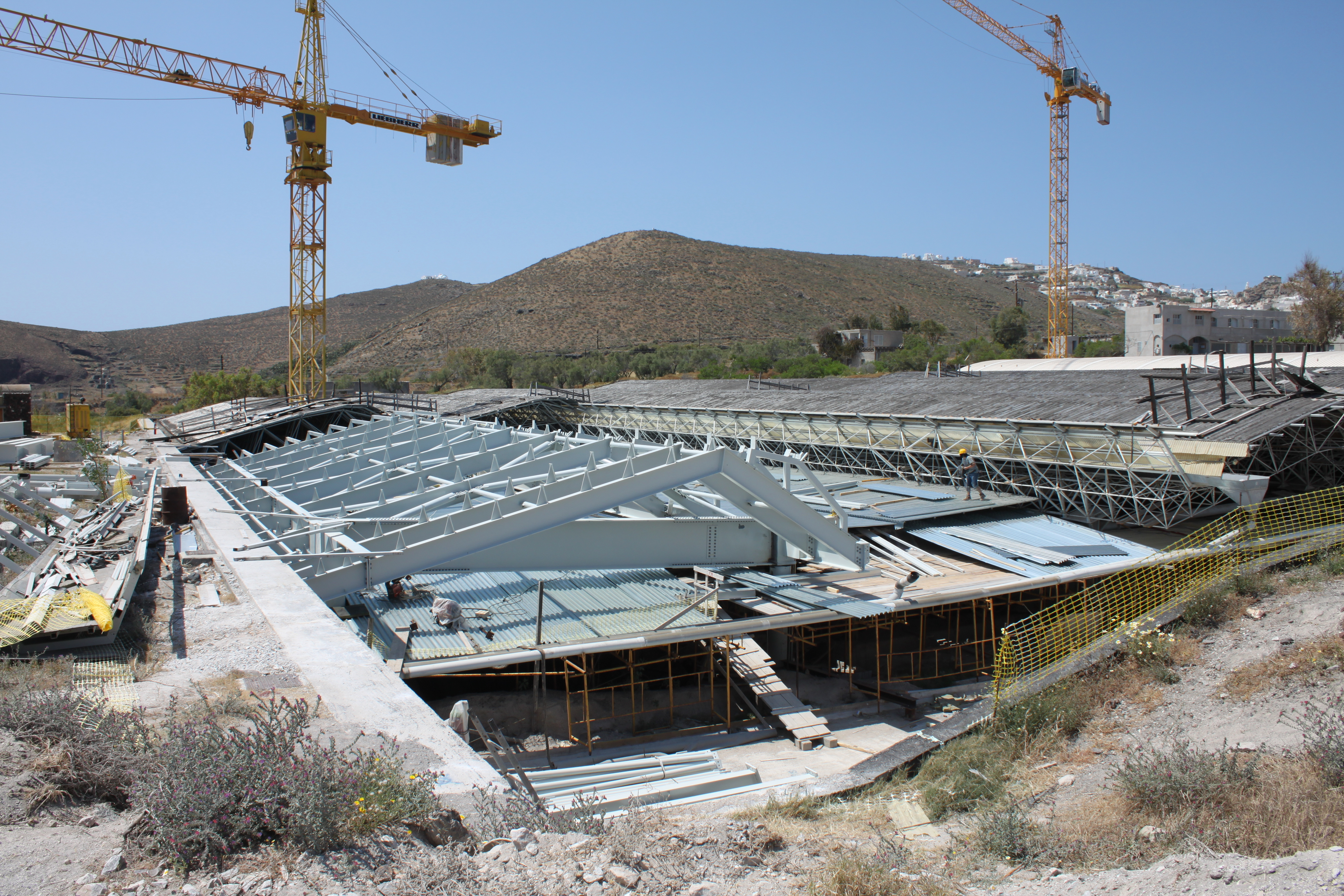
Reconstruction du toit, état en 2010.

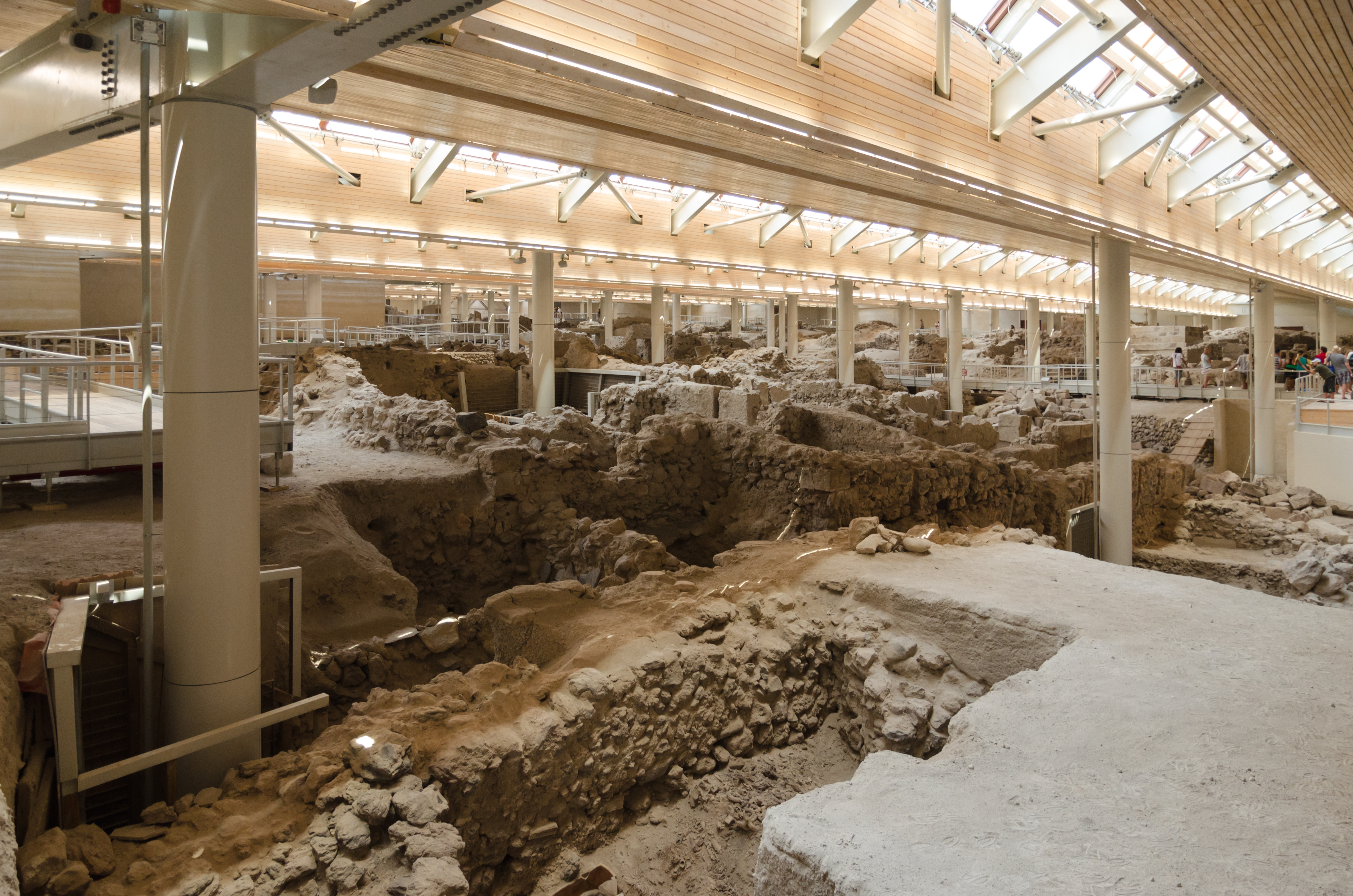
Le site des fouilles d'Akrotiri protégé par le nouveau toit, état en 2012.

Le site archéologique a dû être fermé après l'accident de septembre 2005. Un nouveau toit a été mis en chantier en 2009 ; la réouverture de l'aire des fouilles a eu lieu en 2011 pour les archéologues et en avril 2012 pour le public. L'itinéraire précédent à travers la ville devrait être ouvert après autorisation. Il conduisait du sud, le long du complexe principal, le long de la place principale et de la rue la plus longue dégagée jusqu'à maintenant, puis à deux petites places avant de ressortir des fouilles. On pouvait avoir des vues sur des pièces en sous-sol et au rez-de-chaussée, et les visiteurs pouvaient voir de près l'architecture d'un escalier et de diverses entrées. Ils pouvaient y voir des détails de construction des murs, ainsi que l'arrangement des poutres porteuses et de la construction des façades. Dans certaines pièces, des pithoi, des amphores et autres récipients en terre cuite, ainsi que des meules et autres outils étaient disposés comme on les avait trouvés dans les fouilles.
Une circonstance heureuse pendant les fouilles a été qu'à la découverte des premières peintures murales, grâce à l'expérience acquise avec les fresques byzantines, il se trouvait en Grèce suffisamment de spécialistes pour les sauver, les restaurer et les reconstruire. Les fresques ont été restaurées dans le musée national archéologique d'Athènes, et la plupart y sont exposées. En 2001, un nouveau musée archéologique s'est ouvert à Théra, le chef-lieu de Santorin, et depuis, quelques fresques d'Akrotiri peuvent être admirées sur place. Le musée expose aussi de nombreuses poteries, tablettes gravées en linéaire A, récipients à eau en tuf, moulages en plâtre de meubles, ainsi que quelques idoles cycladiques.

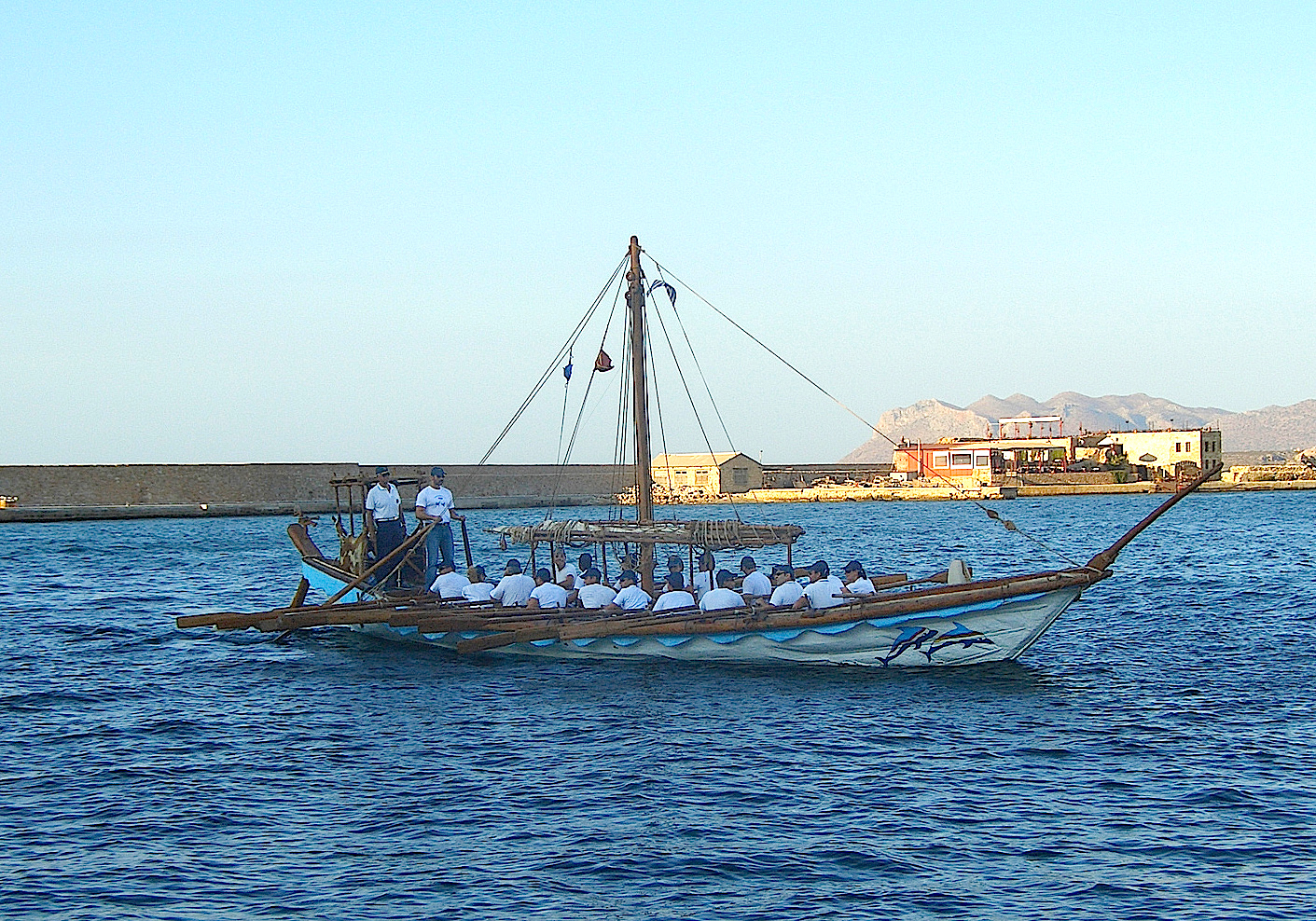
le Minoa en rade de La Canée

On peut aussi visiter à Théra, au centre de congrès de la Fondation Théra, une autre exposition de répliques fidèles dans le détail de presque toutes les fresques trouvées jusqu'à présent.
Les images de bateaux d'Akrotiri, en particulier la Fresque de la procession nautique de la maison ouest, ont servi de modèle pour la reconstitution d'un bateau minoen navigant, le Minoa, construit en Crète de 2001 à 2004 par des artisans et des archéologues selon les méthodes traditionnelles, et présenté officiellement par la suite aux Jeux Olympiques de 2004 à Athènes. Il est exposé au Musée de la marine de La Canée, en Crète.